# نصير الدين همايون
السُلطَانُ الأَعظَم والخَاقَانُ المُكرَّم جَامِع السَلطَنات الحَقِيقِيّ وَالمَجَازِيّ أَبُو المُظفَّر ميرزا نصيرُ الدين بك مُحمَّد خان همايون پادشاه غازي بن مُحَمَّدْ بَابُرْ بن عُمر شيخ الگوركاني (بالفارسية: السُلطان الأعظم والخاقان المُكرَّم میرزا نصیرالدین بیگ مُحمَّد خان همایون پادشاه غازى گورکانی، وبالأردية: السُلطان الأعظم والخاقان المُكرَّم میرزا نصیرالدین بیگ مُحمَّد ہمایوں پادشاه غازى گورکانی) (4 ذي القعدة 913 هـ - 15 ربيع الأول 963 هـ الموافق فيه 6 آذار (مارس) 1508م - 27 كانون الثاني (يناير) 1556م) هو ثاني سلاطين دولة المغول الهندية الذين حكموا شبه القارة الهندية طيلة 300 عام، وقد حكم البلاد من سنة 937 هـ المُوافقة لِسنة 1531م إلى سنة 946 هـ المُوافقة لِسنة 1540م وفي فترة أخرى من سنة 962 هـ المُوافقة لِسنة 1555م إلى سنة 963 هـ المُوافقة لِسنة 1556م.
وُلد نصير الدين همايون سنة 913 هـ الموافقة لسنة 1508م لظهير الدين بابر سلطان دولة مغول الهند وأمَّا أُم نصير الدين همايون فهي ماهم بيگم. تولَّى همايون عرش السلطنة بعد وفاة أبيه وهو يبلغ من العمر تقريباً 22 سنة في يوم 9 جُمادى الأولى 937هـ المُوافق فيه 29 كانون الأوَّل (ديسمبر) 1530م. ورث همايون عن والده مُلكًا قام على الفتح والقهر، ولم يتمكَّن، خِلال مُدَّة حُكمه القصيرة، من تدعيم هذا المُلك، فترك لِخلفه دولةً مُفكَّكة الأوصال لا تتدعَّم إلَّا بِالقُوَّة، ولم يكن همايون من القُوَّة والذكاء بحيثُ يستطيع أن يُنجز ما لم يستطع أبوه إنجازه، بل إنَّهُ على العكس أضاف متاعب جديدة بِفعل لينه وتصرُّفاته المُتناقضة، كما ترك لهُ أبوه خزينة خاوية استنفدت هباتُه وعطاياه من أموالها أكثر مما استنفدتهُ حُروبه وغزواته. حرص همايون في بداية عهده على تنفيذ وصيَّة والده بابُر بِشأن تعيين إخوته حُكَّامًا على الأقاليم المُختلفة، وأبدى عطفًا شديدًا عليهم، وأحسن مُعاملتهم، ولكنهم لم يُبادلوه هذا العطف، ولم يكونوا معه، وظاهروه بِالعداوة، وطمع كُلٌ منهم في زيادة رُقعة بلاده، فازداد تفكُك الدولة ونشبت الحُرُوب الأهليَّة بينهم. وممَّا زاد الطين بلَّة تقاتل أقرباء همايون فيما بينهم ومُقاتلتهم همايون نفسَه، بعد أن ملكوا عصب الحرب وأسلحتها بعد أن عيَّنهم بابُر أُمراءً في بلاطه.
كان من نتيجة تراخي همايون في كسب ود أُمراء والده ولينه وتناقُضاته وكرمه المُفرط وفُتُور همَّته في القضاء على أعدائه أن خسر عرشه لِصالح شير شاه الأفغاني بعد معركةٍ كادت أن تودي بِحياته، فاضطرَّ أن يخرج من الهند كُلِّها والتجأ إلى الدولة الصفويَّة في إيران، فاحتمى بِالشَّاه طهماسب الأوَّل الذي أكرمه وأحسن ضيافته، تاركًا حُكم الهند لِلأفغان، وبِذلك ذهبت كُل الجُهُود التي بذلها أبوه بابُر في فُتُوحه أدراج الرياح. عاد همايون إلى الهند بعد 15 سنة من مُكوثه في المنفى، فاسترجع عرشه بِمُساعدة بعض الأُمراء المُخلصين له مُستغلًا الانقسامات في صُفوف خُلفاء شير شاه وثورات الناس ضدَّهم، لكنَّهُ لم يهنأ بانتصاراته مُدَّة طويلة، فقد التوت قدمه وهو ينزل سلالم مكتبته فوقع مُغشيًا عليه، ولم يلبث أن أسلم الروح نتيجة إصابته، وكان في الحادية والخمسين من عُمره. تأثَّر همايون تأثرًا كبيرًا بِالثقافة والفُنُون الفارسيَّة أثناء إقامته في إيران، فاقتبس الكثير من تلك الحرفيَّات ومن أنماط العمارة والنقش ونقلها معهُ إلى الهند. وعلى الرُغم من أنَّ همايون لم يكن حاكمًا مثاليًّا من الجهة السياسيَّة، إلَّا أنَّ صفاته الشخصيَّة وميله إلى المُسالمة والتديُّن والصبر واللين والكرم جعل الناس في الهند، وبالأخص المغول، يُلقبونه «الإنسان الكامل».

## حياته قبل السلطنة

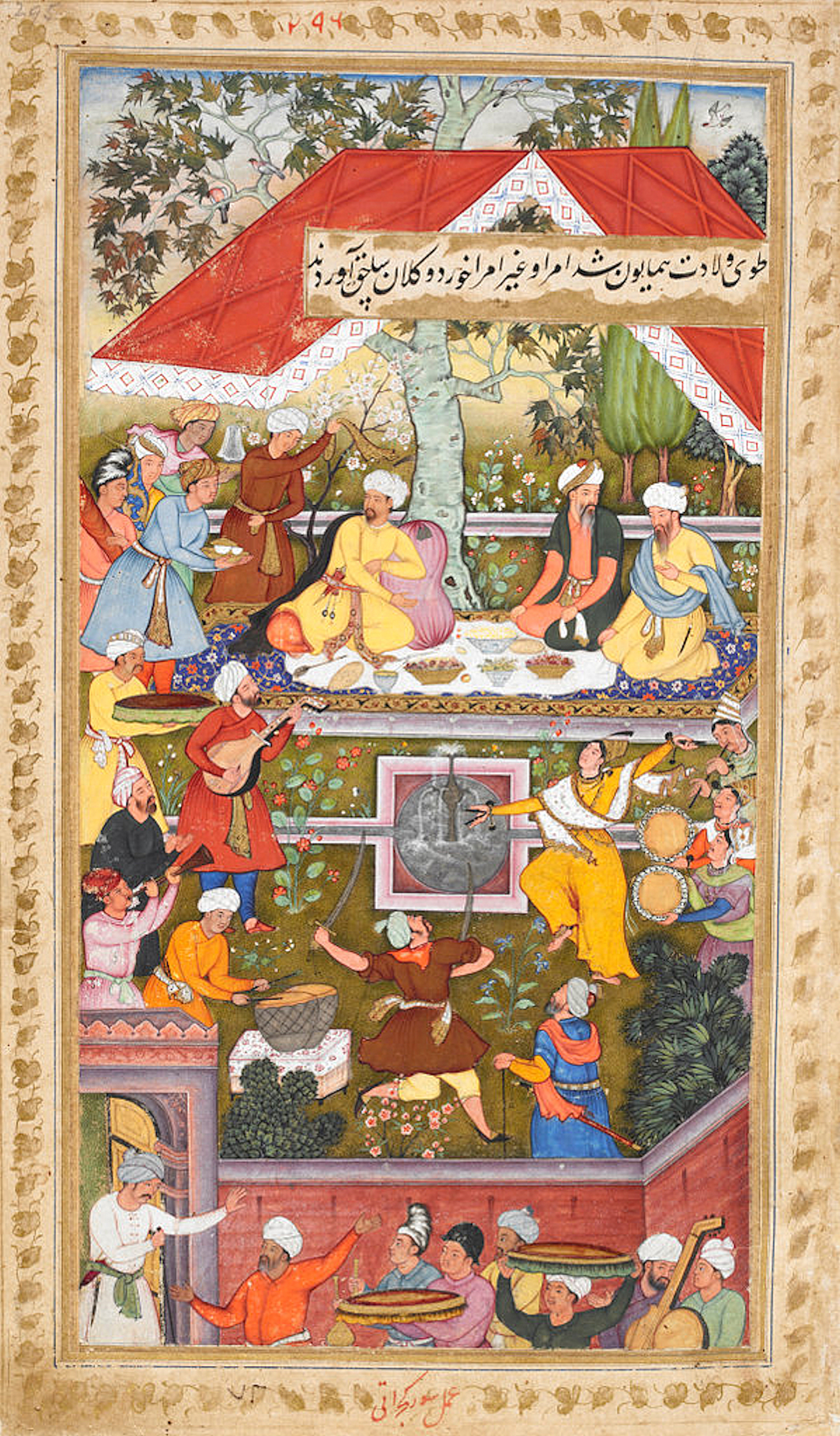
بابُر يحتفي بِولادة ابنه همايون في چهارباغ بِكابُل.

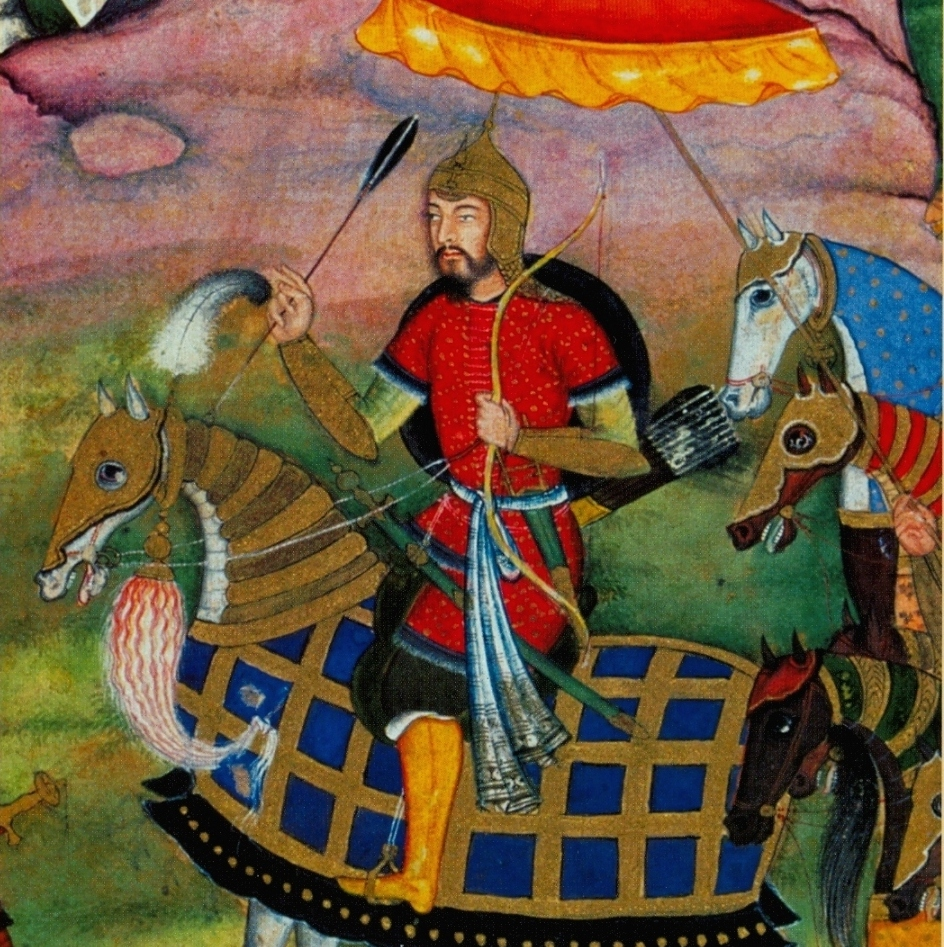
همايون مُشاركًا في إحدى غزوات والده نصيرُ الدين. رسمٌ من بابُر نامه، رُسمت حوالي عقد التسعينيَّات من القرن السادس عشر الميلاديّ.

ولد نصير الدين محمد همايون يوم 4 ذي القعدة 913 هـ المُوافق فيه 6 آذار (مارس) 1508م، في مدينة كابل، واسمه الكامل هو نصير الدين همايون بن ظهير الدين محمد بابر بن عمر شيخ بن أبي سعيد بن ميرزا محمد سلطان بن ميران شاه بن تيمورلنك، والده هو ظهير الدين محمد بابر مؤسس دولة المغول الهندية. ووالدته هي «ماهم بيگم». تربى همايون في قصر أبيه بابر في مدينة كابل فتعلم الفنون الحربية، والسياسة، وكان يعرف اللغة التركية والفارسية والعربية، وكان شاعرًا، وعالماً بالهيئة والهندسة والنجوم، وتبحر في علم الأسطرلاب. وكان بارعًا في العلوم الرياضية، وشغوفاً بالكتب ومطالعتها، محبًا لصحبة العلماء. أخذ عنه نور الدين السفيدوني، وهو أخذ عن السفيدوني غيرها من الفنون، وأخذ عن الشيخ جلال التتوي السندي والشيخ أبي القاسم الجرجاني والمولى إلياس الأردبيلي، وقرأ عليهما دُرَّة التاج لِلعلَّامة قُطب الدين الرازي.
والد همايون هو ظهير الدين محمد بابر بن عمر شيخ ميرزا حاكم فرغانة وعندما توفي عمر شيخ في سنة 899 هـ المُوافقة لِسنة 1494م خلفه ابنه ظهير الدين بابر في حكم فرغانة ثم عمل على توسيع حكمه حتى دخل شبه القارة الهندية، وقد شارك همايون والده بابر أثناء فتحه للهند وكان ساعده الأيمن في معاركه فيها، فأقامه حاكماً على بدخشان سنة 926 هـ المُوافقة لِسنة 1520م أثناء غزوه لبهيرة. وأرسله إلى مدينة آغرة في سنة 932 هـ المُوافقة لِسنة 1526م مع قادته، بعد انتصاره في واقعة باني بت. وبعد قدوم والده إليها واستقراره فيها، خرج همايون يطارد الثوار الأفغان الذين خرجوا على أبيه، فانتزع منهم جونفور وغازي پور وكالي وخير آباد.
شارك همايون أيضًا في معركة خانوه التي وقعت سنة 933 هـ المُوافقة لِسنة 1527م بعد أن استدعاه والده بابر لمساندته، وقد ذكر ظهير الدين بابر ابنه المذكور في مذكراته «بابر نامه» قائلًا أن همايون كان في قلب الجيش، وقد انتهت هذه المعركة بانتصار جيش المغول انتصارًا ساحقًا.

## اعتلاؤه العرش

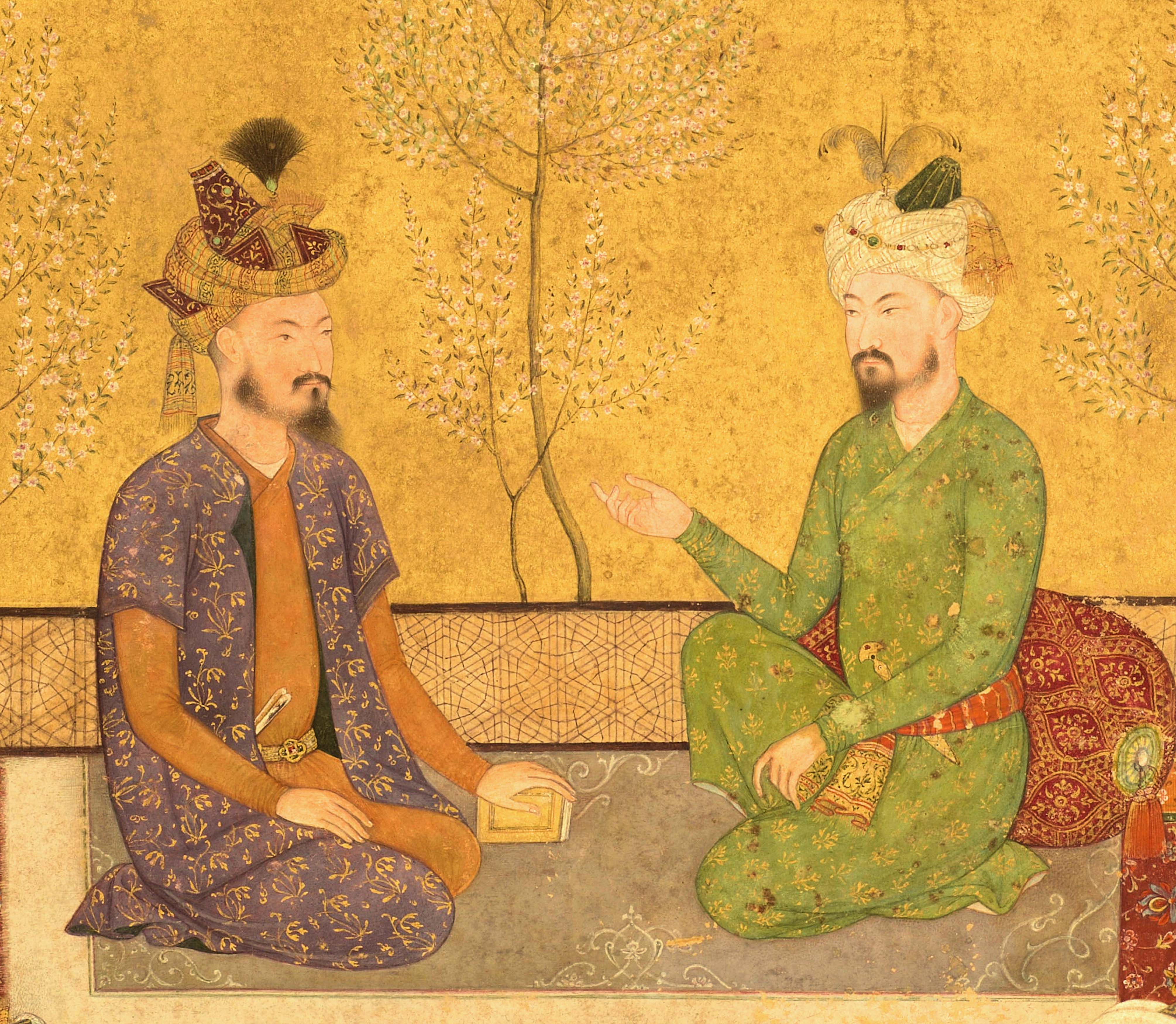
بابُر وخليفته همايون.

أصبح ظهير الدين بابر صاحب السلطان المطلق في شبه القارة الهندية بعد انتصاره في «معركة گگرا» ثالث معركة حاسمة له في الهند بعد معركتي پاني پت وخانوه وغدت دولته تمتد في رقعتها المترامية الأطراف من جيجون إلى البنغال ومن الهملايا إلى چندري وگواليار. وعاد إلى عاصمته في شوال سنة 935 هـ المُوافقة لِسنة 1528م، فلبث بها قليلًا ليخرج منها بعد ذلك إلى الپنجاب وفي نيته أن يواصل مسيره إلى بدخشان. وقدم عليه بلاهور ابنه الأكبر همايون فصحبه إلى آغرة، حتى أشتد الداء بهمايون وبعد أن برأ منه، رقد بابر في مكانه فلم يغادر فراشه حتى وفاته. وحين شعر بدنو أجله دعا إليه رجال دولته فأخذ منهم البيعة لولده همايون، بعد أن أوصاه بهم وبأهل بيته وإخوته ونصحه بالحلم والتذرع بالحزم في حكمه. ومضى بابر في 6 جمادى الأولى من سنة 937 هـ الموافق فيه سنة 1530م. أمَّا نص وصيَّته إلى همايون فهو:
الحمدُ لله
وصيَّة سريَّة من ظهير الدين مُحمَّد بابُر پادشاه غازي إلى الأمير ناصر الدين مُحمَّد همايون، أطال الله بقاءه.
من أجل استقرار المملكة كتبتُ إليك هذه الوصيَّة:
أيَ بُني: إنَّ دولة الهند مليئة بِالعقائد المُتباينة، والحمدُ لله الحق العليّ المُجيد أن وهبك مُلكها، وإنَّهُ لِمن الصواب أن تُقدم بِقلبٍ خالٍ من كُلِّ تعصُّبٍ دينيٍّ على نشر العدل تبعًا لِعقائد كُل جماعة من الناس، وبِوجهٍ خاصٍ أن تمتنع عن ذبح البقر، فإنَّ هذا هو السبيل لامتلاك قُلُوب الشعب في هندُستان، ورعايا مملكتك سيُخلصون لك الإخلاص كُلَّه إن أحسُّوا منك حدبًا وعطفًا.
والهياكل وأماكن العبادة لِكُلِّ فرقةٍ دينيَّةٍ تحت حُكمك يجب أن لا تُخرِّبها، وانشر العدل بين النَّاس حتَّى يعيشُ الحاكمُ سعيدًا مع رعاياه، وحتَّى يعيش الرعايا سُعداء مع حاكمهم. وإنَّ انتشار الإسلام ليتحقق بِسلاح العطف والمحبَّة خيرًا مما يتحقق بِسلاح الضغط والاضطهاد.
تجاهل النزاع والتخاصم بين الشيعة والسُنَّة، ففي هذا منبتُ الضعف في الإسلام، وضُمَّ الرعايا من مُختلف العقائد حول الأُسس الأربعة بحيثُ يُصبح كيان الدولة مُحصنًا ضدَّ عوامل الضعف المُختلفة. وتذكَّر أعمال حضرة تيمور صاحب القران والوفاق حتَّى تبلغ الرُشد في أُمُور الحُكم، وليس علينا إلَّا النُصح.
في غُرَّة جُمادى الأولى سنة 935

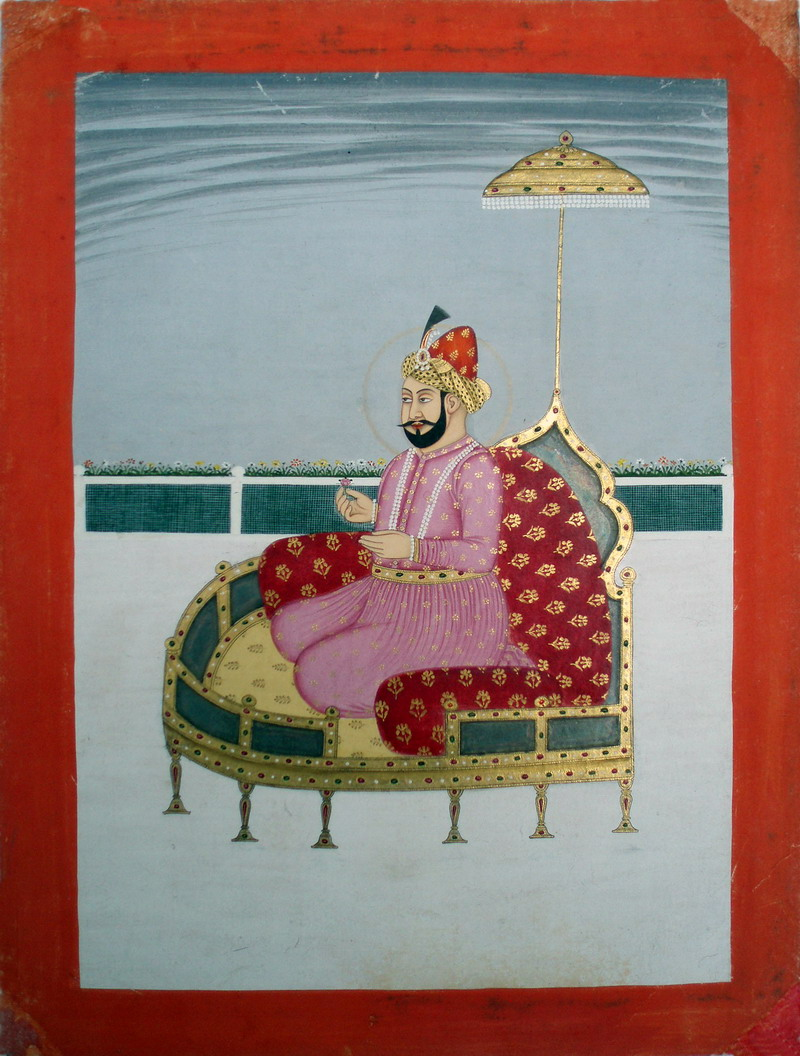
همايون مُتربعًا على تخت المُلك.

اعتلى همايون العرش في 9 جمادى الأولى من عام 937 هـ الموافق فيه 29 كانون الأوَّل (ديسمبر) 1530م، في جو مضطرب. فقد ترك والده ظهير الدين محمد بابر خزانة خاوية بسبب كثرة هباته وعطاياه من أموالها. وترك له جيشًا متعدد الأعراق، من الجغتائيين والأوزبك والفُرس والمغول، أثارت كثرة الغنائم فيهم الشحناء والخصومات فيما بينهم. وكان الأمراء أصحاب النفوذ في بلاطه من خوانين المغول وميرزوات الترك ذهبوا يؤثرون مصالحهم الخاصة على مصالح الدولة. ولم يقتنع أبناء بابر الآخرون وأقرباؤه بما أصابوا من ملك حتى ثاروا عليه.
وكان سكان الهند الأصليون (الهنادكة) وهم غالبية السكان، يرون في الحكام المسلمين عمومًا مغتصبين لبلادهم وغزاة، بالإضافة إلى أن الأمراء الأفغان بحدود البلاد يتربصون بالحكام الجدد، وأقوى مراكز الأفغان كانت في الأقاليم الشرقية، وأبرز زعمائهم كان السلطان محمود اللودهي الذي انطلق يجمع بني جلدته من جديد، وقد كان ظهير الدين بابر قد هزمه من قبل. ثم شير خان سوري الذي سينزل بالدولة الجديدة ضربات قاسية. وكانت البنغال ما تزال بعيدة عن متناول سلاطين دلهي، وكان يلوذ بها أعداؤهم بالمناطق الشرقية في الغالب، وكذلك كان شأن الگجرات التي طفق أصحابها يبذلون من فيض بلادهم الغنية لتقوية جيشهم ويستمدون الأسلحة الحديثة من الپُرتغاليين الذين مدوا يد العون لأولئك الذين يناهضون الدولة المغولية الجديدة. ولئن كانت المدة القصيرة التي مكث فيها والده بابر بِآغرة لم تيسر له القضاء التام على الخارجين على سلطانه وتدعيم أسس دولته الجديدة، فإن همايون الذي تمرس بأعباء الحكم حين ألقي إليه بمقاليد بدخشان وشارك في بعض معارك أبيه في الهند فأظهر من ضروب البسالة والفروسية ما كان كفيلًا بترسيم خُطى أبيه وإتمام ما بدأه من عمل، ويذكر المؤرخون أنه لولا فتور همته وخور عزيمته، حيث لا يكاد يمضي في الإجهاز على أحد خصومه والقضاء عليه حتى ينصرف عنه فجأة إلى عدو آخر غيره. أو ينصرف إلى متعة عابرة غير متنبه إلى نصح قادة أبيه، فقد أتيحت لأعدائه فرص متكررة لجمع صفوفهم حتى بلغوا إلى إخراجه من الهند كلها والقضاء على كل ما بذله أبوه من جهود.

### تقسيم الدولة

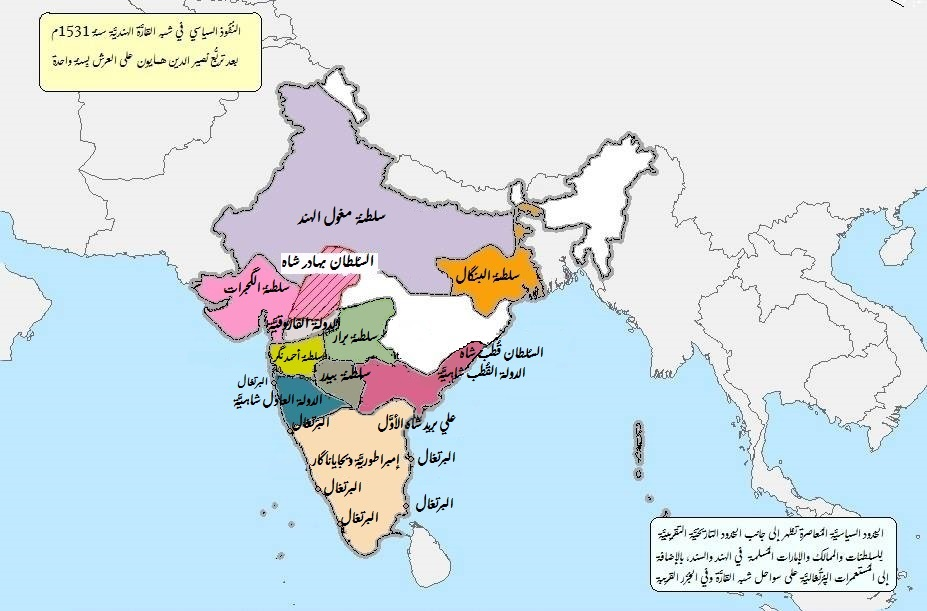
النفوذ السياسي في شبه القارة الهندية سنة 1531م، بعد تربع همايون على العرش بسنة واحدة.

عمل همايون بوصية أبيه بِشأن تعيين إخوته حُكَّامًا على الأقاليم المُختلفة، فولى أخاه كامران إقليمي كابل وقندهار، كما أقطع أخاه عسكري ولاية سنبهل في حين أعطى أخاه هندال «ألوار» و«مِوات» أما إقليم بدخشان فقد جعل عليه ابن عمه سلمان ميرزا. ولم يقتنع كامران بأرضه فاستخلف أخاه عسكري عليها ثُمَّ اقتحم مشارف الپنجاب بدعوى سيره لتهنئة همايون، ولم يثنه عن غايته ما عرضه عليه أخوه السلطان من ضم لمغان وپشاور إلى حوزته، حتى انقض على لاهور واعترف له همايون بسيادته على الپنجاب كله، مُبرهنًا عن قصر نظر في الحقل السياسي، لأنَّ استيلاء أخيه على الپنجاب بِعامَّة وعلى حصن حصار فيروزا بِخاصَّة، كان ضربة قاصمة، بِفعل أنَّ ضياع هذه الأقاليم أفقده أراضي خصبة، وأقام حاجزًا بينه وبين مركز المغول العسكري في شمالي الهند الغربي، الغني بِالإمكانات العسكريَّة، وقطع كل صلة بين دلهي وبين البلاد الواقعة فيما وراء الهندوكوش، كما أنَّ الاستيلاء على حصن حصار فيروزا أتاح لِكامران السيطرة على الطريق العسكري الجديد الذي يربط بين دلهي وقندهار، وأضحى من اليسير عليه أن يقطع الطريق على قُوَّات همايون. وتدبر همايون موقفه بين أعدائه من بعد ذلك، فعمل في البداية على ثوار الأفغان الذين عادوا إلى عصيانهم السابق بإقليم بهار. وبلغ همايون «كهناوتي» واكتفى بضرب قواتهم دون أن يطاردهم بالرغم أن هذا كان بمتناول يده، وسلك هذا المسلك مع شير خان سوري صاحب حصن چنار حيث اقتنع بالولاء الإسمي، لينصرف إلى حرب الگجرات دون أن يلقي باله إلى خطورة شير خان.

## حرب الأفغان

### الحملة ضد كالنجر

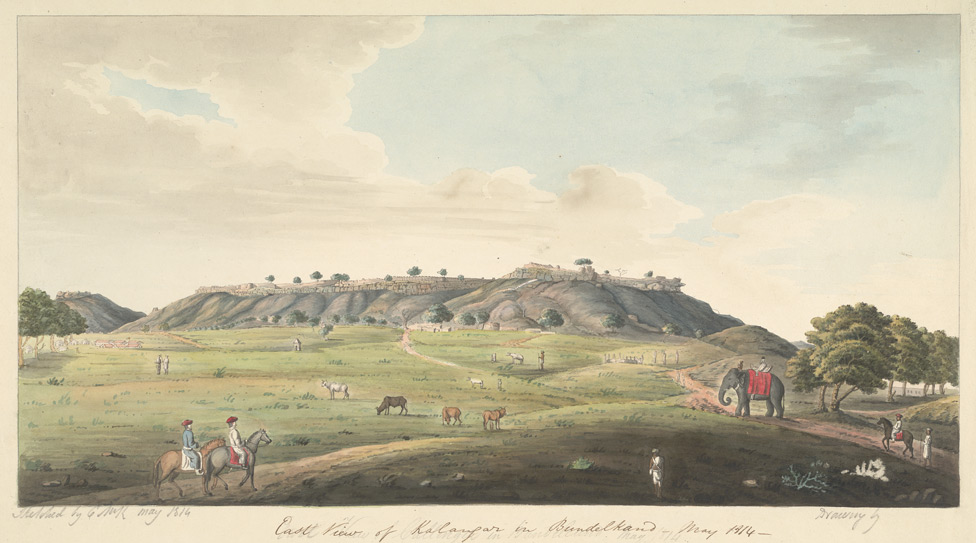
منظر لِقلعة كالنجر في الأُفق. حاصرها همايون بِجُيُوشه دون أن يتمكن من فتحها.

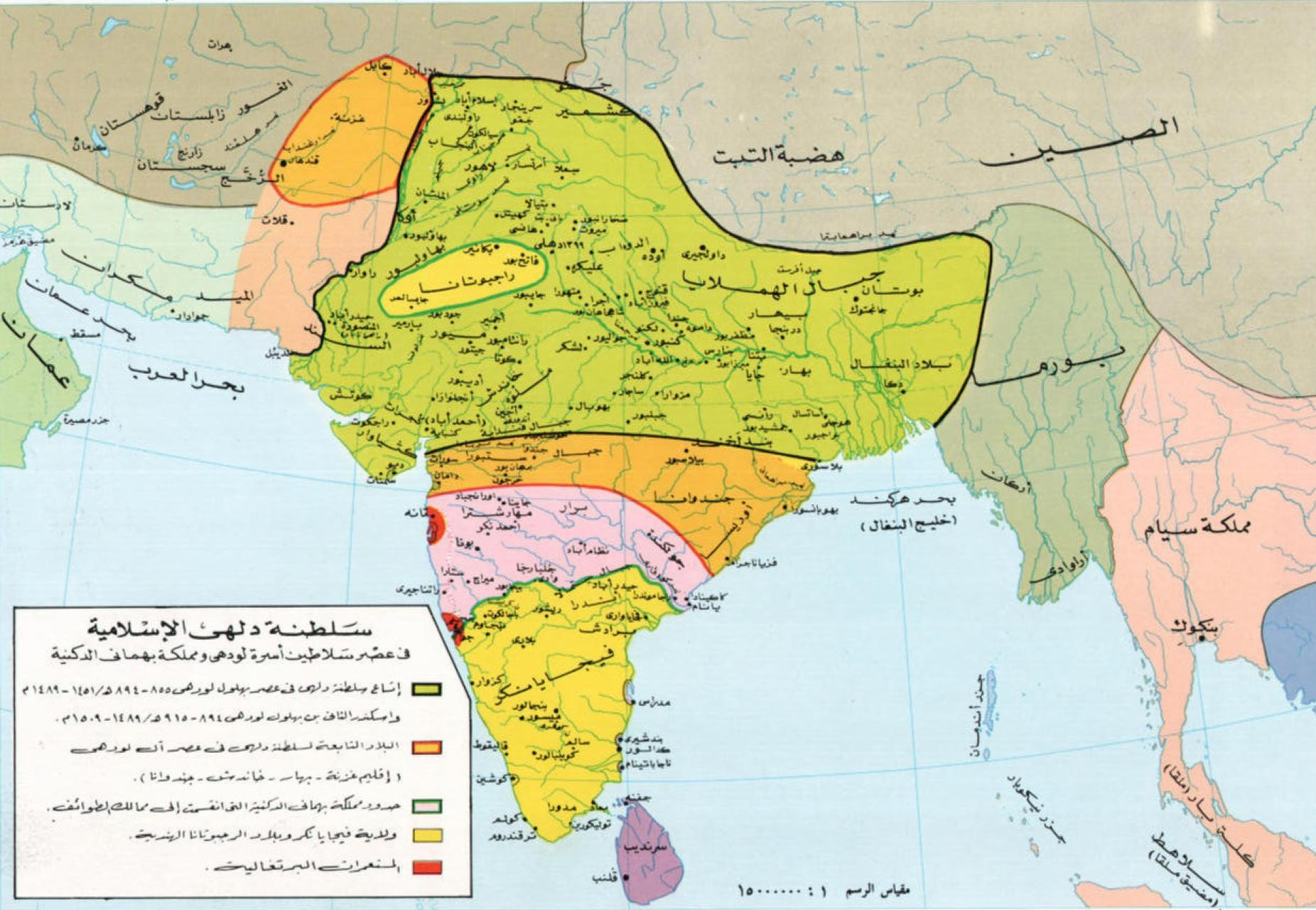
البلاد التي حكمها الأفغان (بالأخضر) قُبيل مجيء المغول إلى الهند وضمِّها إلى ممالكهم.

كان الأفغان ألد أعداء همايون، والمعروف أنَّهم حكموا دلهي في الماضي وحتَّى قبل بضع سنواتٍ من مجيء المغول إلى الهند، وبقيت تُراودهم الآمال في استعادة مُلكهم المُندثر، ومن أبرز حُكَّامهم آنذاك: إبراهيم بن إسكندر اللودهي، الذي عاد إلى بهار وحاول مُهاجمة دلهي بِالتعاون مع نصرت شاه سُلطان البنغال، وبهادُر شاه سُلطان الگُجرات، الذي استولى على مالوة وضغط على ميوار والتجأ إليه الأُمراء الأفغان المُشرَّدون، وشير شاه الذي راح يجمع الأفغان تحت سُلطانه ويُكتِّلُهم ضدَّ المغول، فكان مُنافسًا خطيرًا لِهمايون.
نهض همايون بعد بضعة أشهر من تولِّيه الحُكم لِمُواجهة أعدائه الأفغان وإخضاعهم، وبدأ بِمُهاجمة قلعة كالنجر الواقعة في إقليم «بنديل کھند» بِوسط الهند، بِفعل توجُّه صاحبها «براتا برودراديو» لِلتعاون مع الأفغان، وبِخاصَّةً مع بهادُر شاه صاحب الگُجرات، وضرب عليها حصارًا مُركزًا في سنة 937هـ المُوافقة لِسنة 1531م. وعلم في غُضُون ذلك باستيلاء شير شاه على قلعة «چُنار»، وتقدَّم الأفغان بِقيادة محمود اللودهي نحو جونفور، فاضطرَّ إلى عقد صُلحٍ مع «براتا برودراديو»، وفكَّ الحصار عن كالنجر لِقاء مبلغٍ من المال لِيُواجه أعداء دولته في مناطق أُخرى، وعُدَّت حملته ضدَّ كالنجر فاشلة وغير ذات جدوى.

### معركة دوريا
كان الأفغان، بِقيادة محمود اللودهي، قد طردوا الحاكم المغولي في جونفور، وعزَّزوا مركزهم في «أوَد»، فخرج همايون في سنة 938هـ المُوافقة لِسنة 1532م على رأس حملة عسكريَّة باتجاه الشرق لِتأديبهم، فاصطدم بهم في دوريا وهزمهم، وفرَّ محمود اللودهي من أرض المعركة ناجيًا بِنفسه في جو الهزيمة القائم، وفقد هيبتهُ أمام الأفغان. واكتفى همايون بِهذا الانتصار من دون أن يُكلِّف نفسهُ عناء مُطاردة أعدائه، وكان ذلك في مُتناول يده، وذهب إلى چُنار وحاصرها، وكانت تحت حُكم شير شاه. وعلم في غُضُون ذلك أنَّ بهادُر شاه صاحب الگُجرات هاجم حليفه الراجپوت، فآثر التفاهم مع شير شاه لِيتفرَّغ لِصاحب الگُجرات، وقنع منهُ بِالولاء الاسمي من دون أن يُدرك مدى خُطُورة هذا الثائر، ففكَّ الحصار عن چُنار بعد أربعة أشهر من حصاره لها وعاد إلى آغرة.

## غزو الگُجرات

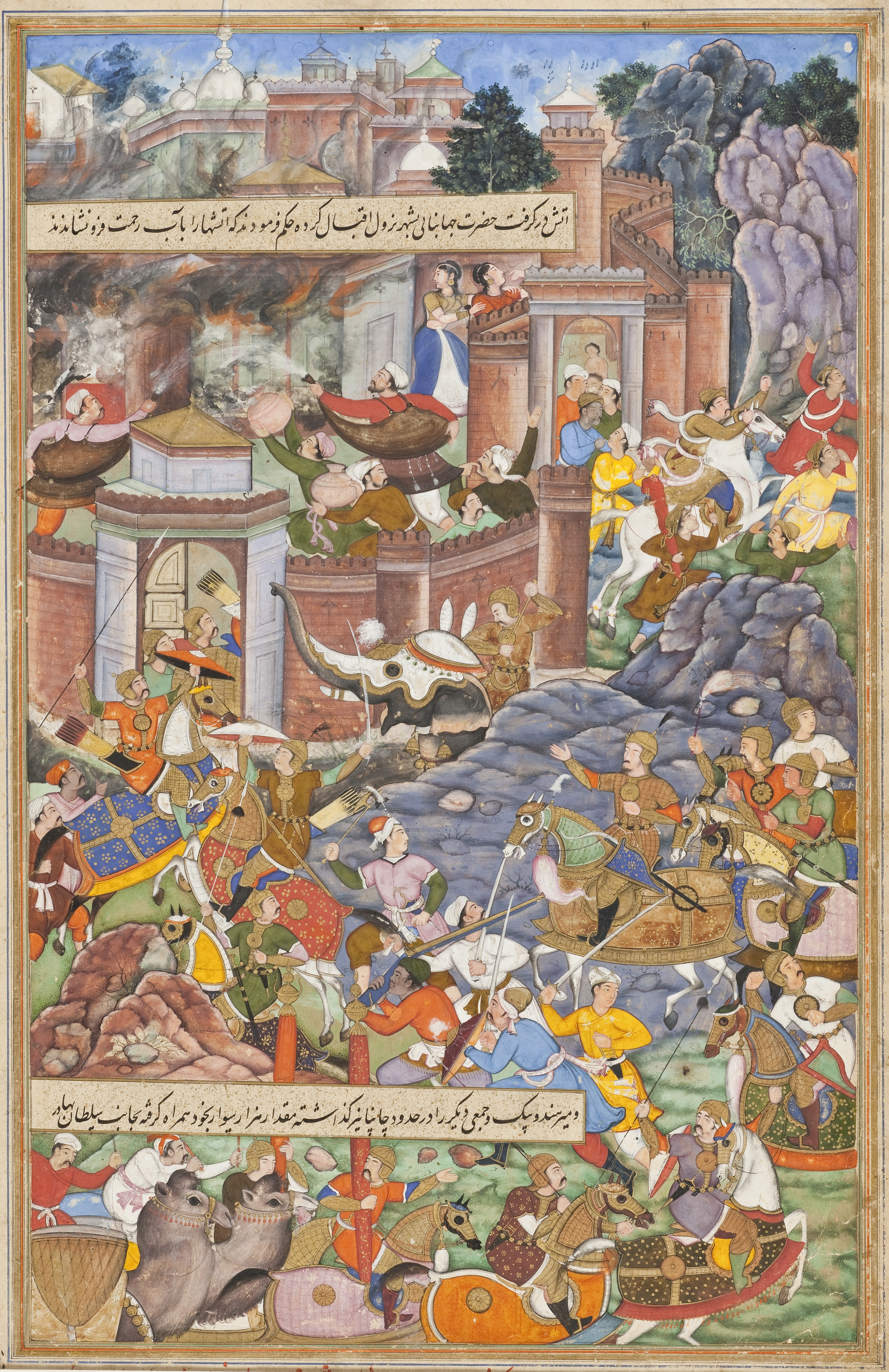
السُلطان نصير الدين همايون يضرب الحصار على الگُجرات تمهيدًا لِفتحها.

كان بهادُر شاه، أحد سلاطين الگُجرات الكبار، طموحًا، يحُكُمُ إقليمًا غنيًّا بِموارده، فأتاح لهُ ذلك العمل على تقوية جيشه وزيادة عدد فُرسانه، كما أسَّس فرقة لِلمدفعيَّة بِمُساعدة مُصطفى بن بهرام الرومي، وهو قائدٌ عسكريٌّ عُثمانيٌّ خدم في الهند لِمُقاومة الغزو الپُرتُغالي، واستولى على مُدن «أحمد نگر» و«برار» و«كواليار» و«مالوة» بِمُساعدة رانا مملكة موار المدعو «ويكراماديتيا سينگه»، فجاور سلطنة دلهي في أماكن كثيرة، وغدت آغرة على قاب قوسين من مرمى مدفعيَّته. وازداد نُفُوذه وخطره حين لجأ إليه رُؤساء الأفغان وأُمراء المغول، الفارُّون من وجه همايون، وفيهم عالم خان، عم إبراهيم اللودهي، آخر سلاطين اللودهيين، وجماعة من رجال بابُر السابقين، وراحوا يحثونه على مُهاجمة آغرة والجُلُوس على عرش الهند. يُضاف إلى ذلك، فقد عاد ووثَّق علاقاته بِالپُرتُغاليين الذين اعترفوا بِسيادته، وكانت مُستعمراتهم مُنتشرة على شواطئ بلاده ذات المركز التجاري المُمتاز، وأمدُّوه بِمدافع مُتطوِّرة، كما تحالف مع شير شاه ونصرت شاه، صاحب البنغال. شكَّل توسُّع بهادُر شاه وتحالُفاته خطرًا جديًّا على وضع همايون، فنهض لِتأديبه ومُعاقبته، فطلب منهُ إبعاد اللاجئين الأفغان، فرفض، فاتخذ من ذلك ذريعة لِشن الحرب، فارتدَّ سريعًا من المناطق الشرقيَّة قبل أن يجني ثمن انتصاراته هُناك، وما أن بلغ مالوة حتَّى وجد خصمه مُنهمكًا في القتال مع صاحب جينتور، فأبى أن يُهاجمه فورًا حتَّى يفرغ من حربه مع الأمير الراجپوتي، مُفوتًا فُرصة ذهبيَّة للانتصار عليه، وهذا خطأٌ عسكريٌّ فادح.

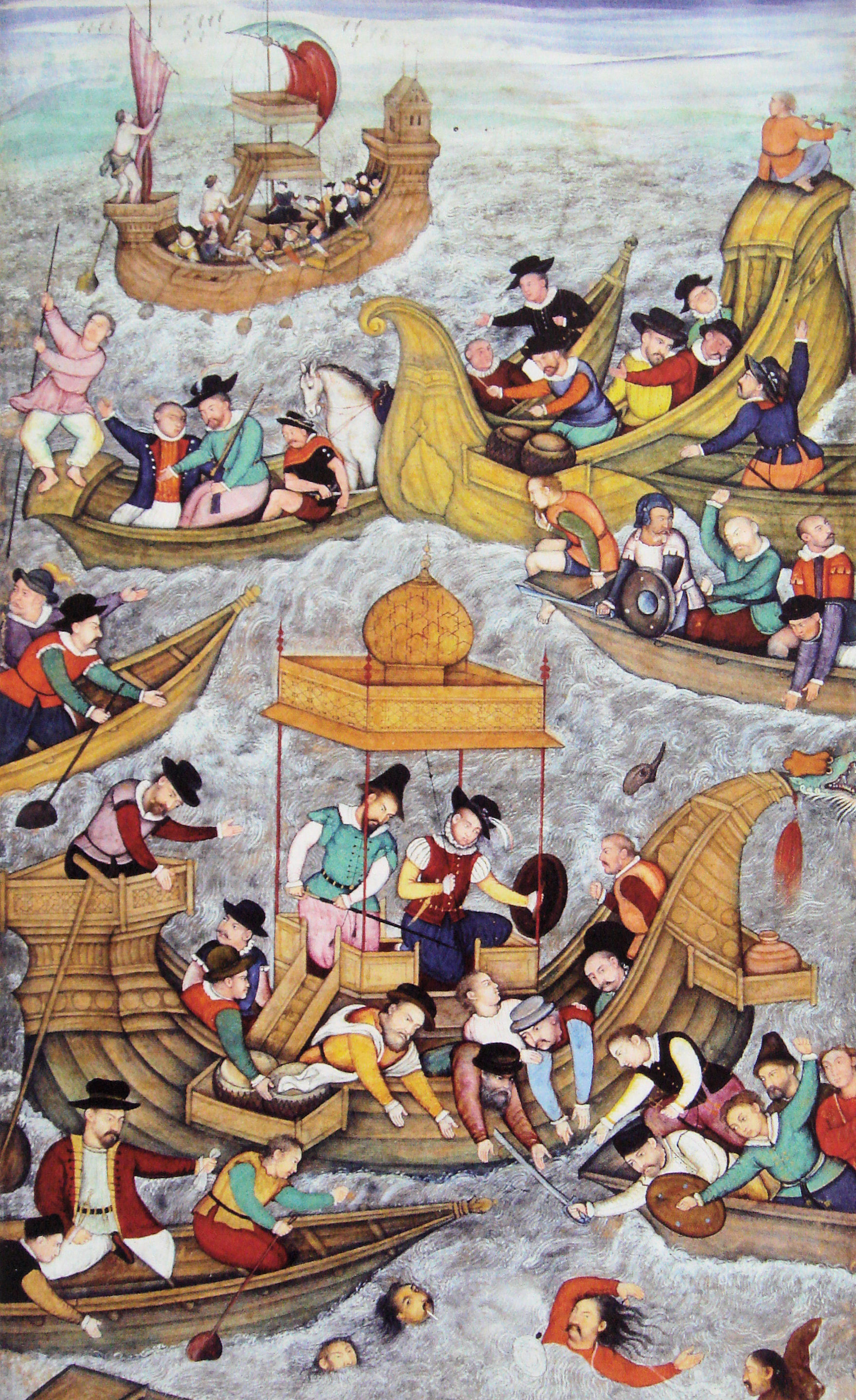
مصرع بهادُر شاه وطرح جُثَّته في بحر العرب.

سقطت شيتور في يد بهادُر شاه بعد عشرة أيَّام، فتقدَّم همايون باتجاه أراضي خصمه، ولمَّا وصل إلى مدينة ماندو، على بُعد ستين ميلًا من شيتور، خرج بهادُر شاه باتجاهه، لكنَّهُ أساء تقدير قُوَّة خصمه، فحاول أن يقتدي بِخطَّة بابُر في معركة پاني پت، وتوقَّع أن يُكرر همايون الخطأ الذي ارتكبهُ إبراهيم اللودهي بِأن يدفع جُنده لِمُقابلة مدفعيَّته القويَّة، غير أنَّ همايون لم يقع في الفخ الذي نصبه له، بل على العكس، فقد أبقى قُوَّاته بعيدة عن مرمى المدفعيَّة. وحتَّى يُضعف خصمه، أرسل فرقًا من جُنده لِتستولي على غلال الأقاليم المُتصلة بِمُؤخرة جيشه، وتمنع عنهُ الإمدادات، فاضطرَّ بهادُر شاه نتيجة ذلك أن يمتنع بِحُصونه. واشتدَّ الحصار على سُكَّان الگُجرات وانتشرت المجاعة بينهم، ولم يرَ بهادُر شاه طريقًا لِلنجاة غير الفرار مع نفرٍ من أتباعه المُخلصين في 22 ذي القعدة 941هـ المُوافق فيه 25 نيسان (أبريل) 1535م، وحطَّم مدافعه حتَّى لا يستولي عليها عدُوَّه، فطارده همايون من مكانٍ إلى آخر من دون أن يتمكَّن من القبض عليه، ولجأ أخيرًا إلى حصن ديو التابع لِلپُرتُغاليين. وضمَّ همايون قسمًا كبيرًا من الگُجرات ومالوة كما استولى على چمپانير. ويبدو أنَّ همايون اغترَّ بِنصره، فأهمل اتخاذ وسائل الحيطة والحذر، والإجراءات الضروريَّة لِلإقامة الآمنة والدائمة في الأقاليم المفتوحة، وانصرف إلى إقامة الأفراح والاحتفالات، وظنَّ أنَّ الأُمُور قد استقرَّت لهُ في الگُجرات، فعيَّن أخاه عسكري نائبًا لهُ هُناك وعاد إلى ماندو. أثبت عسكري، أثناء غياب أخيه، عن قصر نظر في الحقل السياسي، فأهمل تصريف شُؤون الحُكم، وانغمس في اللهو وتدبير المُؤامرات، وانصرف إلى حياة الدعة والترف، وكرههُ قادة الجيش لِغلظته، ما أدَّى إلى ثورة السُكَّان بِقيادة «عماد المُلك»، أحد قادة بهادُر شاه الموثوقين. كان بهادُر شاه يترقَّب هذه الفُرصة، فاستغلَّها، وأوعز إلى قادة جُيُوشه بالسير، فهاجم أحمد آباد واستولى عليها، وتلقَّى وعدًا من الپُرتُغاليين بِمُساعدته. وبعد معركةٍ صغيرةٍ مع عسكري قرَّر هذا الأخير الانسحاب إلى چمپانير، فرفض حاكمها «تاردي بك» استقباله، فتوجَّه عندئذٍ إلى آغرة، واستولى بهادُر شاه على چمپانير وتراجع تاردي بك إلى ماندو. وسُرعان ما استعاد بهادُر شاه مُلكه المفقود شيئًا فشيئًا، وخسر همايون كامل الگُجرات، بِالإضافة إلى مالوة، لِصالح خصمه. وخشي همايون أن يستقل عسكري بِآغرة، فغادر ماندو وتوجَّه نحوها، والتقى بِأخيه في الطريق حيثُ جدَّد عسكري ولاءه له. لم يهنأ بهادُر شاه بِفُتُوحه، ولم يتمكَّن من جني ثمار انتصاراته، إذ قُتل غدرًا على يد الپُرتُغاليين وهو في طريقه لِلتفاوض معهم، على الرُغم من حذره الشديد وفرط تحوُّطه، وذلك في سنة 944هـ المُوافقة لِسنة 1537م، وطرح الپُرتُغاليُّون جُثته في بحر العرب وأغرقوها.

## الصراع مع شير شاه والهزيمة

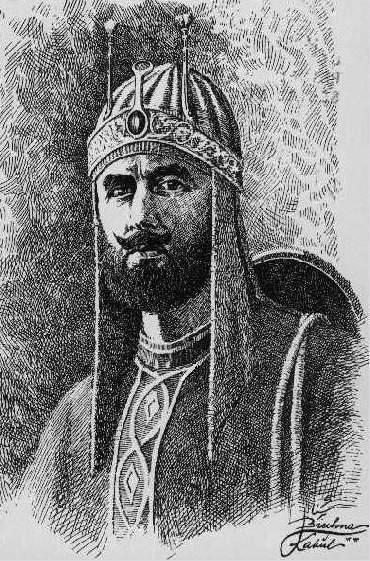
شير شاه مؤسس سلطنة آل سور. انتصر على همايون في «معركة قنوج» سنة 947هـ الموافقة لسنة 1540م، وأدى هذا الانتصار إلى إخراج همايون من الهند كلها.

طفق شير خان سوري وهو من أكبر الزعماء الأفغان وأوفرهم شجاعة، لما توفي ظهير الدين بابر سنة 1530م وتولى همايون الحكم وشغل بالفتوح، يوطد حكمه ويوسعه على حساب مُلك همايون، واستولى على كثير من بلاده، فاستخلص لنفسه إقليم بهار وتوغل بقواته في البنغال من بعد ذلك فلم تصادفه بها مقاومة تذكر، بعد أن توفي نصرت شاه سُلطان تلك البلاد، وخلفه محمود شاه الذي ثبت عجزه في إدارة شُؤون الحكم، ما أتاح لِشير شاه أن يُهاجم البنغال في سنة 943هـ المُوافقة لِسنة 1536م ويتوغَّل فيه، وحاصر عاصمته «غور»، وأجبر محمود شاه على دفع الجزية، وجدَّد هُجومه على هذا الإقليم في السنة التالية في مُحاولة لِلسيطرة عليه. ونتيجةً لِنشاط شير شاه العسكري، أدرك همايون وحده، من بين الحُكَّام الآخرين، وُجُوب وقفه عند حدِّه، فتوجه في سنة 944هـ الموافقة لسنة 1537م إلى البنغال فاسترد إقليم «غوْر» حتى ارتد شير شاه إلى إقليم بهار، وأخذ مع رجاله ينهبون كافة الأراضي التي تمتد بين بهار و«قنوج» وجونفور. وقضى همايون ستة شهور بالبنغال وقد ظن أن الأمر قد دان له بالأقاليم الشمالية، ولكن يكن يدرك، وهو يطيل فترة استجمامه هناك، أن شير شاه تركه يوغل فيها يقطع خط الرجعة عليه ويقضي على ملكه قضاءً تامًا. حتى تنبه همايون بهذا التدبير بعد فوات الوقت، فاستدار إلى خصمه والأمطار الموسمية على أشدها، استطاع شير شاه بمناوراته المحكمة أن ينزل بقوات دلهي ضربة حاسمة أتت عليها جميعًا. فجاءت الأنباء إلى همايون وهو بالبنغال بخروج أخيه هندال ميرزا عليه بتحريض من بعض أعيان الأفغان حتى دُعي له بمساجد العاصمة، فبادر فزعًا بالارتداد إلى آغرة في طريق طويل تعرض فيه جنده لعنف الأمطار الموسمية وأوبئتها حتى هلك منهم خلق كثير. هنالك عمد شير شاه إلى خداع همايون، وقد علم بتمرد إخوته عليه، فأوفد إليه من يؤكد طاعته وولائه له حتى اطمئن همايون إلى تلك العهود، فعرض على عدوه شير شاه إمارتي البنغال وبهار ثمنًا لخضوعه له، إذا بشير شاه يهبط الفجر في معسكره بأرض جوسا في سنة 946هـ الموافقة لسنة 1539م ويحيط برجاله، فمنهم من لفظ أنفاسه وهو يغط بنومه، ومنهم من لقي حتفه في النهر غرقًا، ومنهم من وقع بالأسر. وبذل همايون جهده وأظهر جلدًا شديدًا في القتال، إلا أنه كاد هو نفسه أن يغرق بعد أن جمح به فرسه لولا أن سقاء يدعى «نظام» أبصر به فحمله، وأعطاه قربته التي عبر عليها النهر ونجا. (تذكر «الهمايون نامه» أن زوجة همايون قد وقعت أسيرة في يد شير شاه في هذه الحرب، ويذكر مصدر آخر أنه حين انتصار شير شاه لم تجد زوجته مفرًا من أن تذهب إلى شير شاه بنفسها، ورآها تأتي إليه دون حجاب، فنزل شير شاه عن فرسه واستقبلها ومن معها باحترام وطمأنهن وأكد لهن أنه يعرف فضل ظهير الدين بابر عليه عندما كان يعمل عنده، وأركبهن إلى آغرة في حراسة ابنه، وأمره بأن يعمل على راحتهن طول الطريق، حتى يصلن آمنات، كما أمره بأن يقتل كل من تحدثه نفسه بالاعتداء عليهن. كانت النتيجة الفوريَّة لِمعركة جوسا استيلاء شير شاه على البنغال، وأعلن نفسهُ سُلطانًا، واتخذ لقب «خان»، وأمر أن تُضرب السكَّة باسمه، وتجري الخطبة بِالدُعاء له، وتحالف مع أصحاب الگُجرات ومالوة لِمُحاربة همايون.

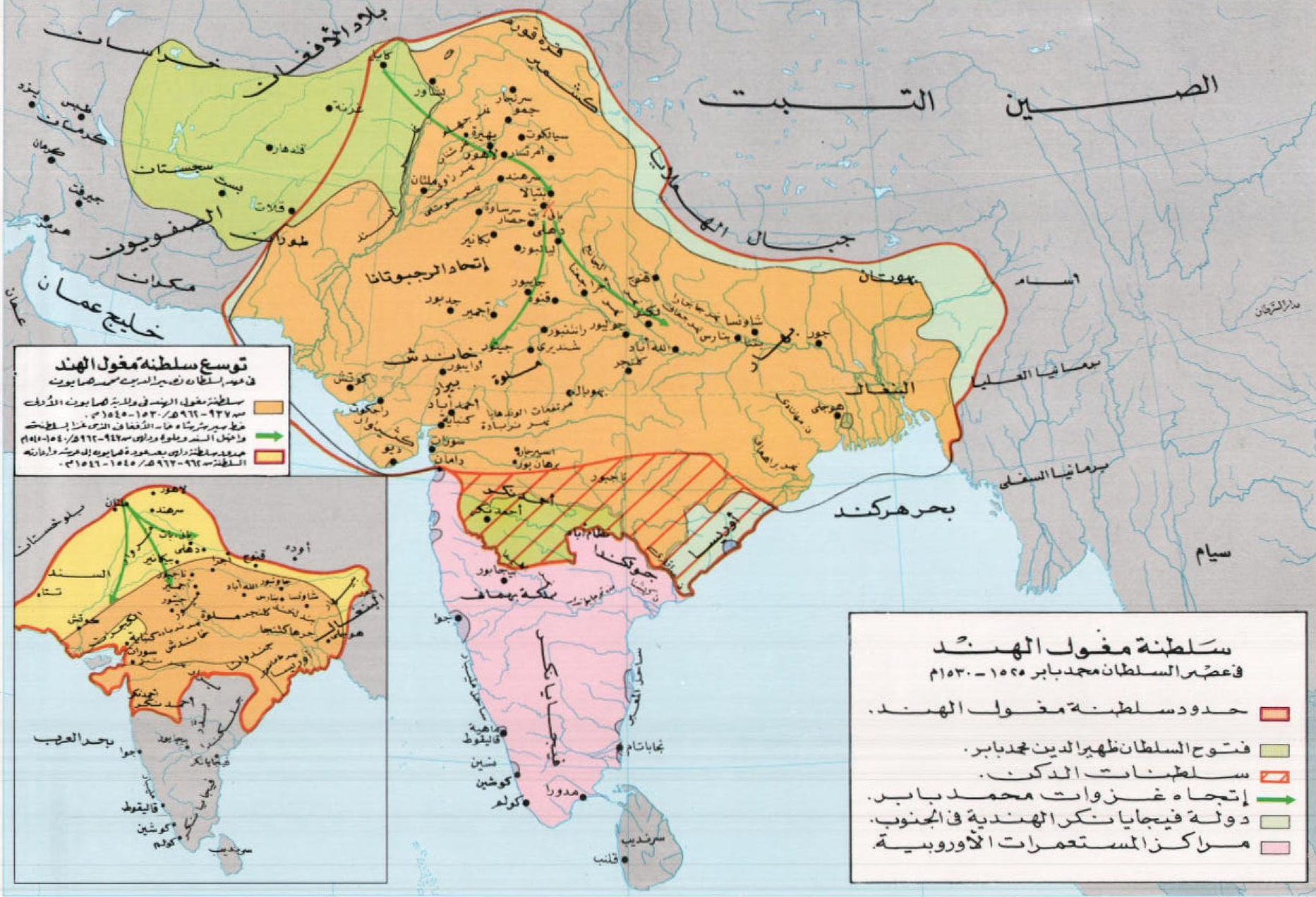
مسير شير شاه لِضم المناطق الخاضعة لِسُلطان المغول (الخريطة الصغيرة).

تدبر همايون موقفه فاستبان له أن أنه لن يستطيع القضاء على خصمه حتى يمد له أخوته يد العون ويلتف رجاله حواله. وهذين الأمرين لم تحالفه الظروف على تحقيقهما. من ذلك أن أخاه كامران ميرزا حين نوى العودة من آغرة إلى لاهور، عزم على ترك أغلب قواته لتشد من عضد أخيه أصابه مرض مفاجئ، لُيلقي أحدُ رجاله عند ذلك في روعه باحتمال أن أخاه همايون قد دس له السم، فعدل عن وعده، فلا يسير بأغلب جنده فحسب، حتى طفق يحرض فريقًا من جند دلهي نفسها بالذهاب معه. فاستفاد شير شاه من هذه الفرصة التي سنحت له ليقضي على همايون، فعبر نهر الگنج في خمسين ألف من الجند لاقى بهم مائة ألف من جند همايون، عند قنوج في سنة947هـ المُوافقة لِسنة 1540م.
وأدى تراخي جند همايون في القتال حين رأوا كثيرًا من الأمراء الكبار ينسحبون بقواتهم من الميدان مع بدء الأمطار، إلى انتصار جموع الأفغان انتصارًا ساحقًا كان من أثره أن أُخرج همايون من الهند كلها. وقد كاد همايون أن يلقى حتفه في هذه الوقعة غرقًا كذلك لولا أن بصر به قائده شمس الدين محمد الغزنوي، الذي وُزِّر بعد ذلك لابنه أكبر، فأنقذه وساعده على الخُرُوج من الهند، تاركًا الحُكم فيها لِلأفغان، وبِذلك ذهبت كُل الجُهُود التي بذلها أبوه بابُر في فُتُوحه أدراج الرياح.

## في المنفى

### في قندهار
أخذ همايون بعد أن دحره شير شاه يطوف بالسند في حالة شديدة من البؤس والشقاء، وما زال إخوته يكيدون له وامتنعوا عن مساعدته وأغلب رجاله قد تخلوا عنه، فبعد هزيمته في قنوج عبر نهر الگنج ووصل إلى آغرة ثم إلى سرهند. وتقدم نحو السند وحاصر «بهكر» ولكنه لم يستطع الإستيلاء عليها، وفي هذا الوقت تزوج من حمیدہ بانو بیگم. وتملك همايون اليأس فلجأ إلى صديقه القديم «ملْ ديو» صاحب جُدهپور، فوعده بجيش يتكون من عشرين ألفًا من الراجپوت ولكنه حاول مع فريق من الأمراء الهنادكة أن يوقعوه في الأسر، على اتفاق سابق بينهم وبين شير شاه فأردك همايون هذا المخطط قبل أن يقترب من حدود ملك «ملْ ديو». ثم حاول أخيرًا أن يجد ملاذًا في «عمر كوت» حيث استقبله «رانا پراساد» استقبالًا حافلًا، ووافق أن يساعده على مهاجمة مدينتيّ «ثهته» و«بهكر» (ولدت زوجته حمیدہ بانو بیگم في «عمر كوت» ابنه جلال الدين أكبر، وكان ذلك في ربيع الأول سنة 949هـ الموافقة لشهر فبراير سنة 1542م). تقدم بعد ذلك همايون لمهاجمة «بهكر» بمساعدة من «رانا پراساد»، إلا أنه نشب خلاف بين المسلمين والراجپوت، كان من نتيجته انسحاب الراجپوت من جيش همايون، ولم ينقذ الموقف إلا أن أمير «بهكر» سئم من طول القتال فطلب إيقافه، وكان من شروط الاتفاقية التي عقدت بينهما أن قدم لهمايون ثلاثين قاربًا، وعشرة آلاف مثقال، وألفي حمل من الغلة، وثلاثمائة جمل. تقدم همايون بهذه المعدات قاصدًا قندهار، ولكن قندهار لم تكن مدينة تصلح لإقامته فقد كانت محفوفة بالأخطار، وذلك لأن أخاه كامران ميرزا كان السيد الوحيد لبلاد الأفغان وكان أخواه الآخرين عسكري ميرزا وهندال ميرزا تابعين له. فبدأ همايون يفكر في ملجأ آخر يأوي له، فترك ابنه الذي لم يكن يعدو العام الأول من عمره إذ ذاك في قندهار، فلم يجد مأوى يستقر فيه إلا عند الصفويين في إيران.

### في إيران

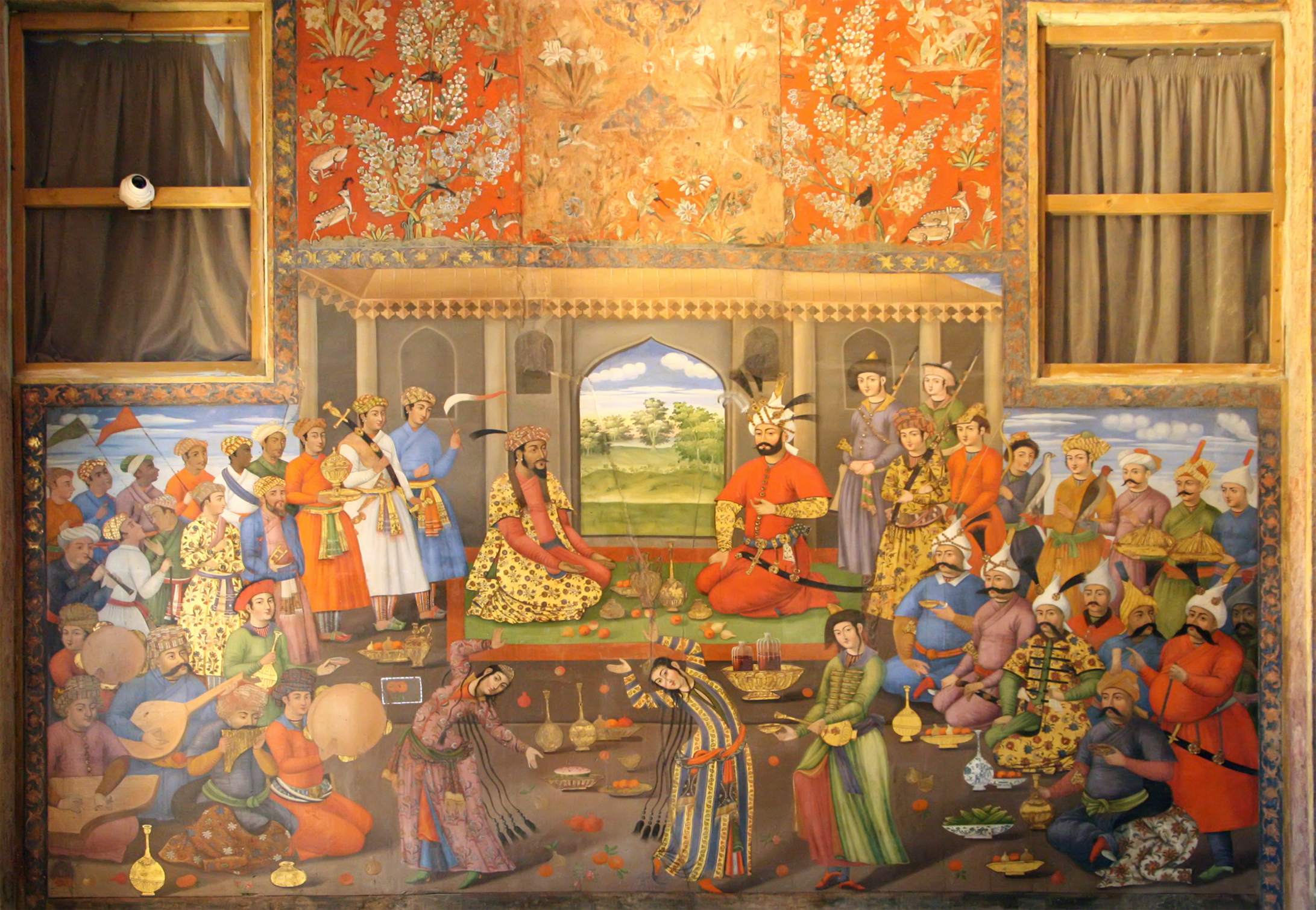
جداريَّة قصر چهل‌ ستون في أصفهان تحتفي بِزيارة همايون (القابع يسارًا في الوسط) إلى بلاط الشاه طهماسب.

أرسل همايون إلى الشاه طهماسب بن إسماعيل الصفوي يُخبره نيَّته زيارته والاحتماء في بلاده، فوصله جواب الشاه بِالمُوافقة، فسار همايون إلى إيران يصحبه 40 رجُلًا من بينهم مُستشاره المُخلص بيرم خان، ولمَّا وصل إلى سيستان في طريقه إلى قزوين عاصمة الممالك الصفويَّة، استقبلهُ نائب الشاه طهماسب مُرحِّبًا، وعندما وصل إلى هراة رحَّب به محمود ميرزا، أكبر أولاد العاهل التيموري، وبقي نُوَّابُ الشاه على المُدن يُبالغون في الحفاوة به على طُول الطريق بِأمرٍ من الشاه حتَّى بلغ نواحي قزوين، فقابلهُ الشاه بِكُلِّ ترحيبٍ ورتَّب لهُ استقبالٌ يليقُ به، ورتَّب إقامتهُ في إحدى القُصُور الشاهانيَّة. ومالبث همايون أن اجتمع بِالشاه الذي عرض عليه المُساعدة مُقابل أن يتحوَّل إلى المذهب الشيعي الاثنا عشري ويُعطيه قندهار عندما يستولي عليها. امتعض همايون في بادئ الأمر من العرض الصفوي، ولكنه نزل عند نصيحة مُستشاره بيرم خان شيعيّ المذهب، وقبل أن يُغيِّر مذهبه، والظاهر أنَّهُ تظاهر بِالتشيُّع طمعًا في تلقِّي المُساعدة من الشاه، كما وافق على منحه قندهار. وقد أفاض همايون أمام الشاه ما لاقاه من إخوته الذين تنكروا له حتَّى خشي بهرام أخو الشاه أن يُقدم أخوه على التخلُّص من إخوته اقتداءً به، فحرَّض أخاه على قتله بِحُجَّة الانتقام من والده بابُر عن مُساعدة الصفويين في قتالهم الأوزبك عند نخشب أيَّام الشاه إسماعيل الأوَّل، فتدخَّلت أُخت الشاه «سُلطان بيگم» في هذا الأمر واستطاعت بِحكمتها أن تُحبط هذا التدبير. وأقام الشاه احتفالات ضخمة احتفاءً بِهذه المُناسبة خلَّد ذكرُها على جداريَّة نُقشت في قصر چهل‌ ستون في أصفهان تجمعهُ وهمايون.

## عودة همايون

### صراعه مع إخوته

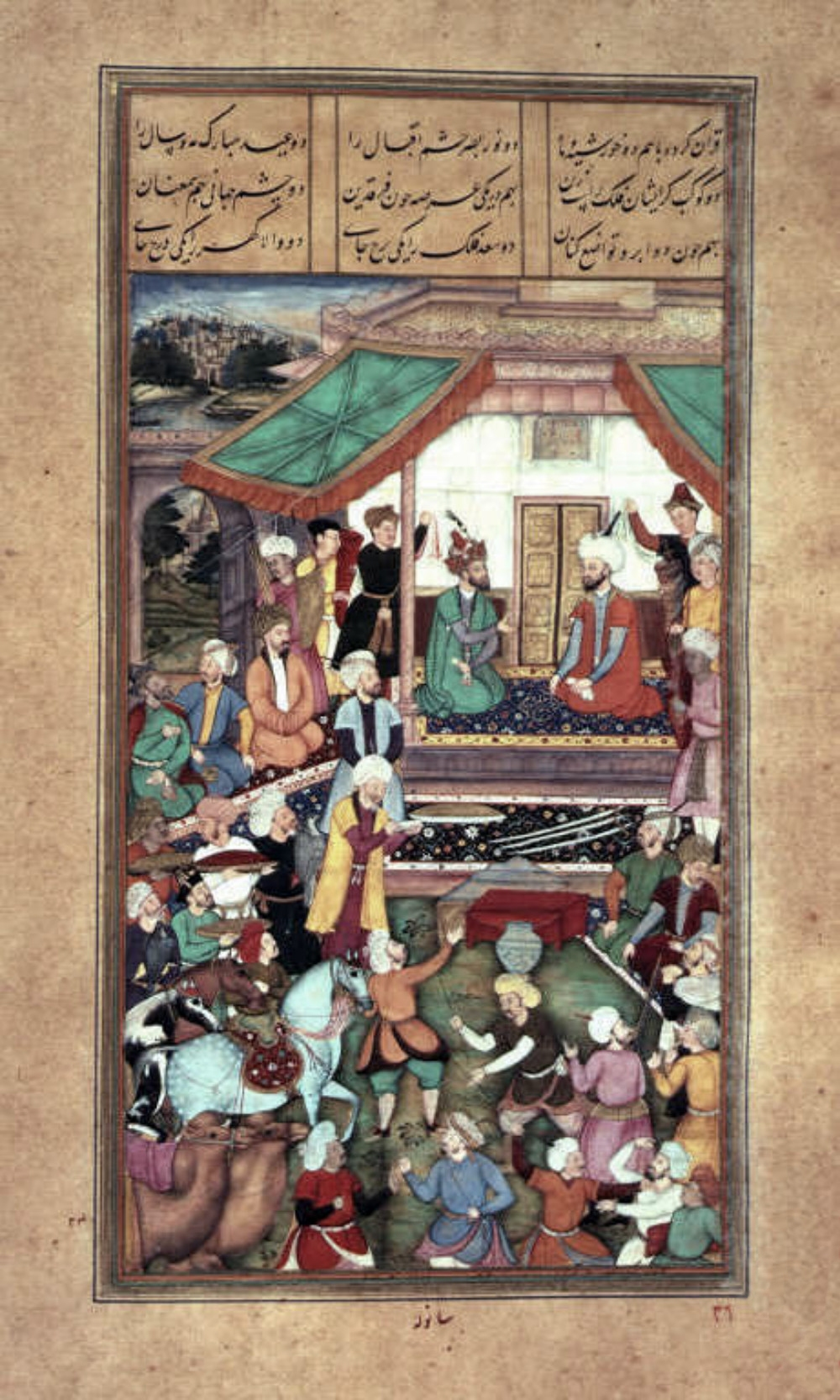
اجتماع همايون بِالشاه طهماسب واتفاقهما على التعاون العسكري.

قبع همايون في منفاه طيلة 15 سنة (947 - 962هـ \ 1540 - 1555م) ظلَّ خلالها يُراقب الأوضاع في الهند وأفغانستان حتَّى قُتل شير شاه أثناء حصاره قلعة كالنجر يوم 10 ربيع الأوَّل 952هـ المُوافق فيه 22 أيَّار (مايو) 1545م بعد أن أُصيب بِشظايا وحُروق ناجمة عن انفجار مخزنٍ لِلذخيرة. وتنازع خُلفاء شير شاه المُلك فيما بينهم، فأضعفوا الدولة، وكان إخوة همايون ما يزالوا يحكمون في أفغانستان، فقرَّر الأخير أنَّ الوقت قد حان كي يستعيد حُكمه. وبدأ بِأفغانستان، فأمدَّهُ الشاه طهماسب بأربعة عشر ألف جُندي من القزلباش، زحف بهم على قندهار واستعادها من أخيه كامران، وسلَّمها إلى مُراد خان، ابن الشاه طهماسب، وفقًا للاتفاق المُسبق، وكان أخاه هندال قد قُتل قبل ذلك في معركةٍ مع كامران.

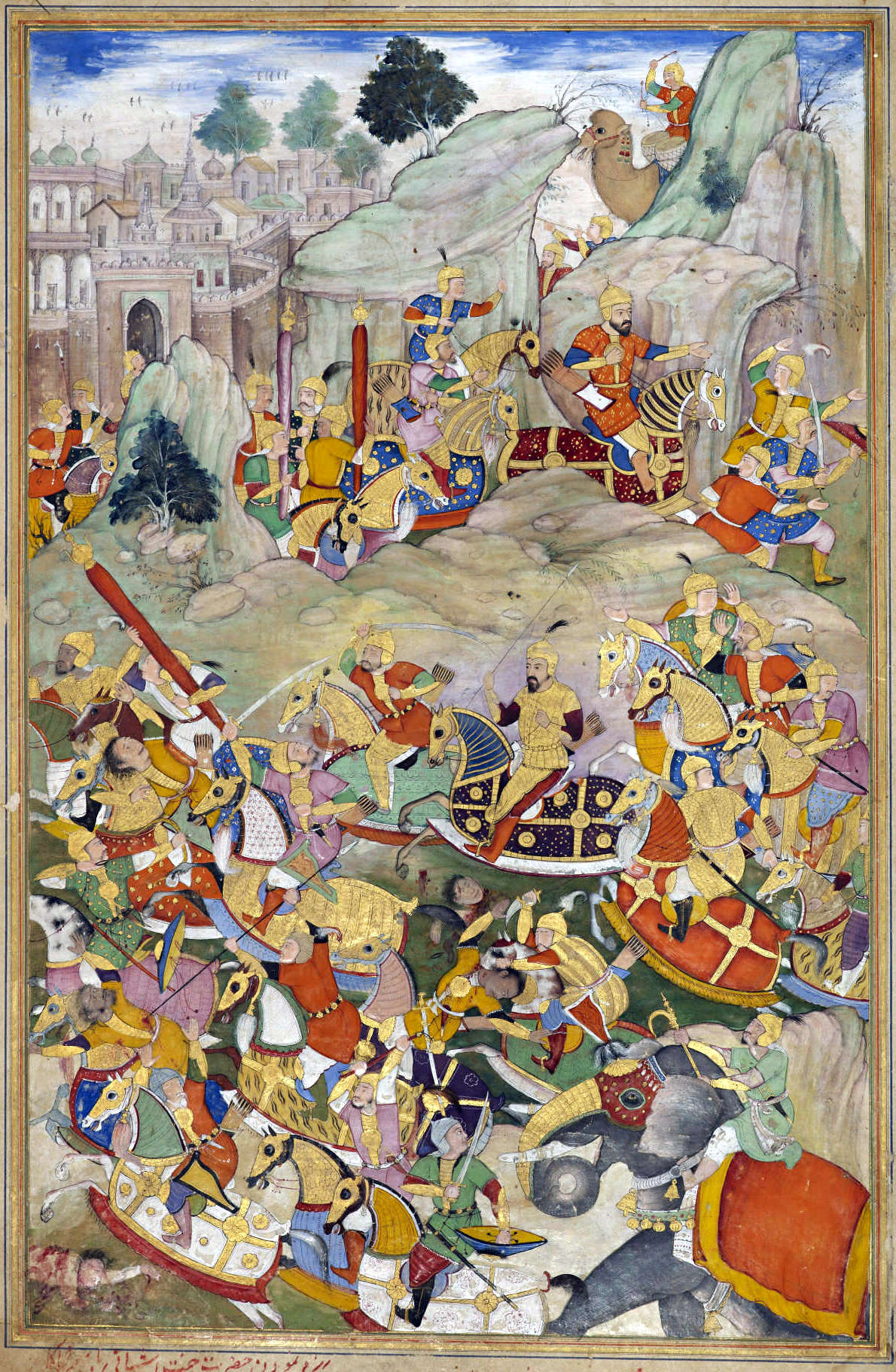
همايون وجيشه يهزمون أخيه كامران في سنة 1553م.

وطلب همايون من مُراد خان أن يقضي الشتاء في قندهار، فرفض، ويبدو أنَّهُ خشي من بقائه في المدينة ما دفع همايون إلى اقتحامها عنوة، وتعهَّد لِمُراد خان بِردِّها إليه ثانيةً إذا ما نجح في الاستيلاء على بدخشان وكابُل. وما لبث الشاهزاده الصفوي أن وافته منيته، فبقيت المدينة بِأيدي همايون. ودخل عليه كثيرٌ من جُند كامران وانضمُّوا إليه، فهاجم بهم كابُل واستولى عليها، والتقى فيها بِزوجته وابنه أكبر، وقد بلغ الخامسة من عُمره، وفرَّ كامران منها مُلتجئًا عند السُلطان سليم شاه سوري، خليفة شير شاه، ويبدو أنَّهُ لم يُرحِّب به، فنزح إلى السند واستقرَّ في منازل الجكر، فبادر زعيمهم بِتسليمه إلى أخيه، فأشفق عليه همايون ولم يقتله عملًا بِوصيَّة والده، ولكنَّهُ سمل عينيه حتَّى لا يُثير عليه المتاعب في المُستقبل، ثُمَّ أرسلهُ إلى مكَّة، بناءً على رغبته، وظلَّ فيها حتَّى آخر حياته. وما لبث الأخ الثالث عسكري أن وقع في قبضة أخيه الذي سمح لهُ بِاللحاق بِأخيه كامران إلى الحجاز، لكنَّ المنيَّة وافته وهو في الطريق. وهكذا استطاع همايون أن يقضي نهائيًّا على المتاعب التي أثارها إخوته بِتخلِّيهم عن مُساعدته ومُداومتهم على التآمُر ضدَّه، والتي أدَّت إلى خُرُوجه من الهند، وتفرَّغ لاستعادة مُلكه في تلك البلاد.

### استعادة المُلك

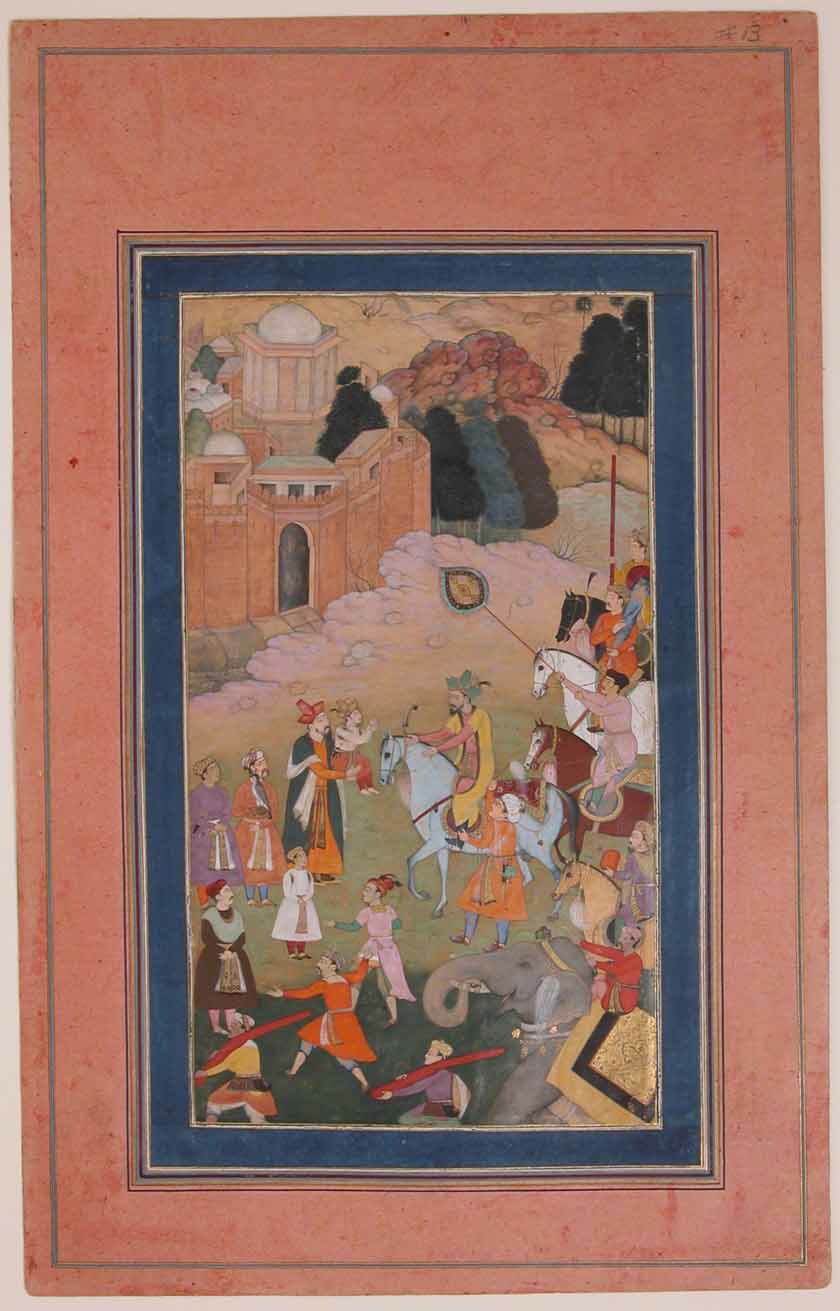
همايون يجتمع بِإبنه أكبر بعد فُراقٍ طويل.

اضطربت أمور سلطنة دلهي اضطرابًا شديدًا عقب وفاة شير شاه وقد توفي في سنة 952هـ الموافقة لسنة 1545م، وذلك بسبب أن ابنه السلطان سليم شاه سوري شرع منذ بداية حكمه يسلك طريق العنف مع الأمراء الأفغان، فقتل فريقًا منهم وألقى بفريق آخر في الحبس، وبث عيونه وجواسيسه في طول البلاد وعرضها لإخباره بكل ما يحدث فيها، ويأخذ أخبارهم دون تحر أو تدقيق وسيلة للتنكيل بهم. ويُذكر أنه ارتكب مظالم كثيرة حتى صار يتصرف في أموال الدولة وفق هواه المطلق. وعطل السنن الحسنة التي جرى عليها أبوه من قبل. ثم خلفه ابنه الصبي فيروز شاه ولم يمضِ على حكمه أيامًا قليلة على العرش، حتى قتله خاله «مبارز خان» ويضطلع بشؤون الحكم باسم السلطان محمد عادل شاه (عدلي). ثم قامت ثورات عنيفة اجتاحت البلاد للأمراء الأفغان، كان من أخطر نتائجها استيلاء إبراهيم شاه على دلهي وآغرة ثم طرده منها إسكندر شاه ووضع يده على الإقليم الواقع بين السند ونهر الگنج كله. ثم قام وزير محمد عادل شاه واسمه «هيمو» باسترداد آغرة لصالح سلطانه. فصارت بلاد الهند تحت حكم ثلاثة سلاطين، فكان محمد عادل شاه يحكم ومالوه وجونفور، وإسكندر شاه يحكم دلهي والپنجاب، وكان إبراهيم شاه يسيطر على رقعة من الأرض تمتد من بيانه إلى حدود گواليار.
وجد همايون في هذه الاضطرابات الفرصة المواتية لاسترداد بلاده، فاقتحم لاهور في ربيع الأول عام 962هـ الموافقة لسنة 1555م دون مقاومة تذكر، ليهزم من بعد ذلك جيوش إسكندر شاه عند سرهند هزيمة حاسمة ودخل دلهي بعد أن هرب أميرها إلى الپنجاب، ويُرد الفضل في انتصارات هاميون هذه كلها كما يذكر المؤرخون إلى قائده ومُستشاره بيرم خان التركماني الذي أبى دون أغلب رجاله أن يتخلى عنه في محنته، وقد كافأه أميره على وفائه هذا بأن ولاه الپنجاب مع ابنه أكبر وعهد إليهما بمطاردة الأمير السوري الهارب.

## وفاته
لم يطل الأجل بهمايون ليجني ثمار جهاده الشاق، ففي 7 ربيع الأول سنة 963هـ الموافق فيه 24 كانون الثاني (يناير) سنة 1556م انزلقت به عصاه وهو يصعد درج مكتبته في دلهي ووقع مغشيًا عليه، ويصور صاحب كتاب «تاريخ فرشته» آخر ساعاته فيقول: «كان ينزل من المكتبة وأثناء نزوله سمع الأذان، فجلس على السلم يدعو ويردد الأذان ثم قام متكئًا على عصاه، فزلقت على السلم ووقع مغشيًا عليه، وأدركه خدمه ونقلوه إلى الحرم الملكي، وجاؤوا له بالأطباء فأفاق قليلًا، ولكن ساعته كانت قد حانت، فلم يجد الأطباء شيئًا، وتوفي في ربيع الأول سنة 963هـ - يناير 1556م..» وقد كان قد بلغ الحادية والخمسين من عمره. ودفن في المقبرة المعروفة باسمه «مقبرة همايون» وقد بنيت على قبره سنة 973هـ الموافقة لسنة 1565م في عهد ابنه السلطان جلال الدين أكبر.

### مقبرته

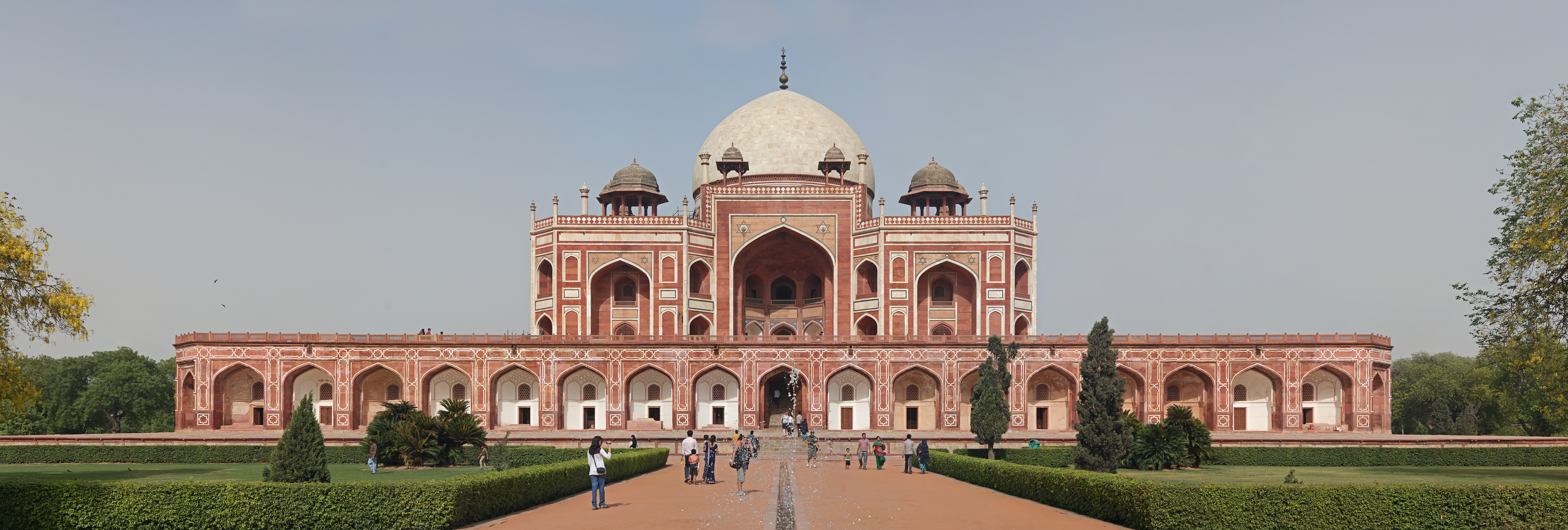
مقبرة همايون في مدينة دلهي، بِالهند. بُني هذا الضريح الفخم بِأمر من بگة بیگم، الزوجة الأولى لِهمايون، إكرامًا لِزوجها الراحل، ولكن بعد مُرور حوالي عقد على وفاته.

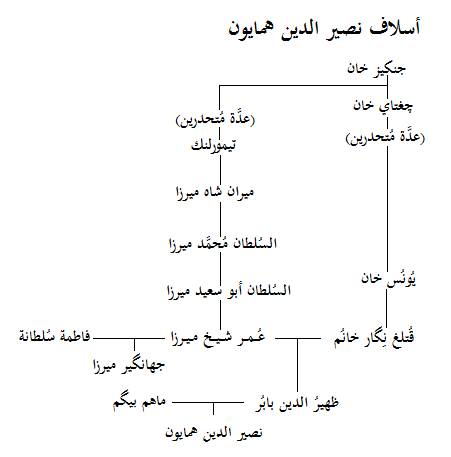
شجرة نسب همايون توضح تحدُّره من تيمورلنك.

رغبت زوجة همايون الأولى، بگة بیگم، أن تُقيم لِزوجها ضريحًا أو مدفنًا يُماثلُ في رونقه ضريح تيمورلنك المعروف باسم «گورِ أمير» في سمرقند، نظرًا لأنَّ زوجها كان يُحب أن يُمتدح بأنَّهُ سليل تيمورلنك. قُوبلت رغبة حمیدة بانو بیگم بِالرفض في البداية ودُفن همايون بعد وفاته في قصره بِالقلعة القديمة في دلهي، ثُمَّ نُقلت رُفاته إلى سرهند في الپنجاب خوفًا من قيام الملك الهندوسي هيمو من نبش قبره بعد نجاحه في هزيمة الجيش المغولي في آغرة ودلهي وسيطرته على القلعة القديمة. وبعد مضي 14 سنة على وفاة همايون، أعطت حمیدة بانو بیگم أوامرها لبناء ضريح في دلهي لزوجها الراحل، وأشرفت على بناء المقبرة بِنفسها بِمُجرَّد عودتها من الحج في الأراضي الحجازيَّة، واختارت المُهندس الفارسي مُحمَّد بن ميرك غیَّاثُ الدين لتنفيذ هذه المُهمَّة، وأصول هذا المُهندس الفارسيَّة هي سبب تأثُّر تصميم الضريح بِشكلٍ كبيرٍ بِالعمارة الفارسيَّة. استمرَّ العملُ قائمًا حتَّى أُتمَّت أعمال الزخرفة في سنة 1572م بعد أن تكلَّف المبنى أكثر من مليون ونصف المليون روبية دفعتها البیگم من مالها الخاص. ولمَّا انتهى العمل أصبحت المقبرة أوَّل ضريحٍ بالهند يقع وسط حديقة، واختارت البیگم بقعة تطل على نهر جمنة المُقدَّس عند الهنود لتكون مُستقرًا لِرُفات زوجها التي نُقلت من الپنجاب إلى تلك المقبرة في سنة 1571م، وذلك لِوُجُود قبر العالم المُسلم المُتصوِّف نظامُ الدين في تلك البُقعة، حيثُ تعقد حلقات الذكر لِمُتصوِّفة دلهي.

## مآثر همايون

### شخصيَّته وصفاته
يقول المؤرخ أحمد محمود الساداتي في كتابه «تاريخ المسلمين في شبه القارة الهندية وحضارتهم»: «لم يكن همايون دون أسلافه التيموريين في الشجاعة والجرأة، فقد شارك أباه أغلب حروبه وترسم خطاه في التجمل بالصبر واحتمال الشدائد، فلم يفارقه جَلَدُه وثباته طيلة محنة المنفى، التي بلغت خمسة عشر عامًا، لولا ما كان يداخله من الغرور وينقصه من مضاء الغزم الذي قعد به في الغالب عن المضي في مطاردة أعدائه والإجهاز عليهم، فكان يقنع بأول ضربة ينزلها بهم ولا يزيد. كذلك عُرف عن همايون شغفه، كأبيه وأجداده، بالفنون والعلوم والآداب. وقد ترك فيما ترك، مكتبة عامرة بالمؤلفات القيمة لا يزال بناؤها قائمًا بدهلي حتى اليوم. ولولا المنية التي عاجلته لأتمّ بناء المرصد الذي كان قد شرع في إقامته هناك. ومن أسف أنه ورث عن أبيه عادة تعاطي المعجون (الأفيون) الذي بكّر بنهاية الأب وهدّ من كيان الابن.»
يذكر صاحب كتاب «تاريخ فرشته»: «تربى همايون في قصر أبيه "بابر" في "كابل"، فتعلم الفنون الحربية والسياسية على عادة أبناء الملوك في عصره، كما كان يعرف اللغة التركية والفارسية شاعرًا عالمًا بالهيئة والهندسة والنجوم، وتبحر في علم الأسطرلاب، وكان على العموم بارعًا في العلوم الرياضية، شغوفًا بالكتب ومطالعتها، محبًا لصحبة العلماء. ذا دين وحلم، فكان يحافظ على الوضوء، ويكره أن يسمي الله على غير وضوء… وكان دائمًا يغلبه حلمه على غضبه، فيعفو عمن أساء إليه، ولا سيما إخوته، ولعل هذا الحلم هو الذي أطمعهم فيه، وجر عليه الكوارث منهم. ولم يكن همايون مثل أبيه في الشجاعة والصبر والجلد ولذا لقي كثيرًا من المتاعب بعد موت أبيه، لأن لم يكن يقضي على خصومه ويحاربهم حتى النهاية، بل كان يحارب هنا، ثم إذا لاحت له مبادئ النصر أسرع إلى مكان آخر، ولعله كان مضطرًا إلى ذلك لكثرة الخارجين عليه في كل مكان.. ولكن همايون حمل من الأعباء مالم يحمله غيره، ولقي في أيامه مالم يلقه ملك. وإذا كان بابر يعد مؤسس الدولة المغولية في الهند فإن همايون يعتبر المؤسس الثاني لها بعد أن استعاد ملكه فيها. ومما تجدر الإشارة إليه أنه كان لمكثه مدة كبيرة في إيران، ومعاونة إمبراطورها الشيعي له، وقوة ونفوذ بيرم خان الشيعي في بلاطه - أثر كبير في في وفود كثير من الشيعة من إيران والعراق وغيرهما إلى الهند، والعمل في حكومته واتساع نفوذهم في البلاط المغولي.» وفي إحدى الروايات المنقولة عن «گُلبدن بيگم» شقيقة همايون، التي تعكس تساهل وتسامح هذا الرجل، أن أخاه هندال قتل في ثورته عليه أكبر مُستشارٍ مُؤْتمنٍ لهمايون وكان شيخًا كبير السن، فغضب همايون وتقدّم بجيشٍ كبيرٍ خارج آغرة للبحث عن أخيه هندال، وبدلًا منْ أن يسعى إلى إنزال العقوبة بِأخيه، ذهب مُباشرةً إلى بيت أمّه حيث تقيم گُلبدن أخته ونساء أخريات وأقسم بالله أنه لا يحْمل أي حقد أو أذى ضدّ أخيه الأصغر هندال، وأصرّ على عودته إلى البيت بسلام.

### ثقافته

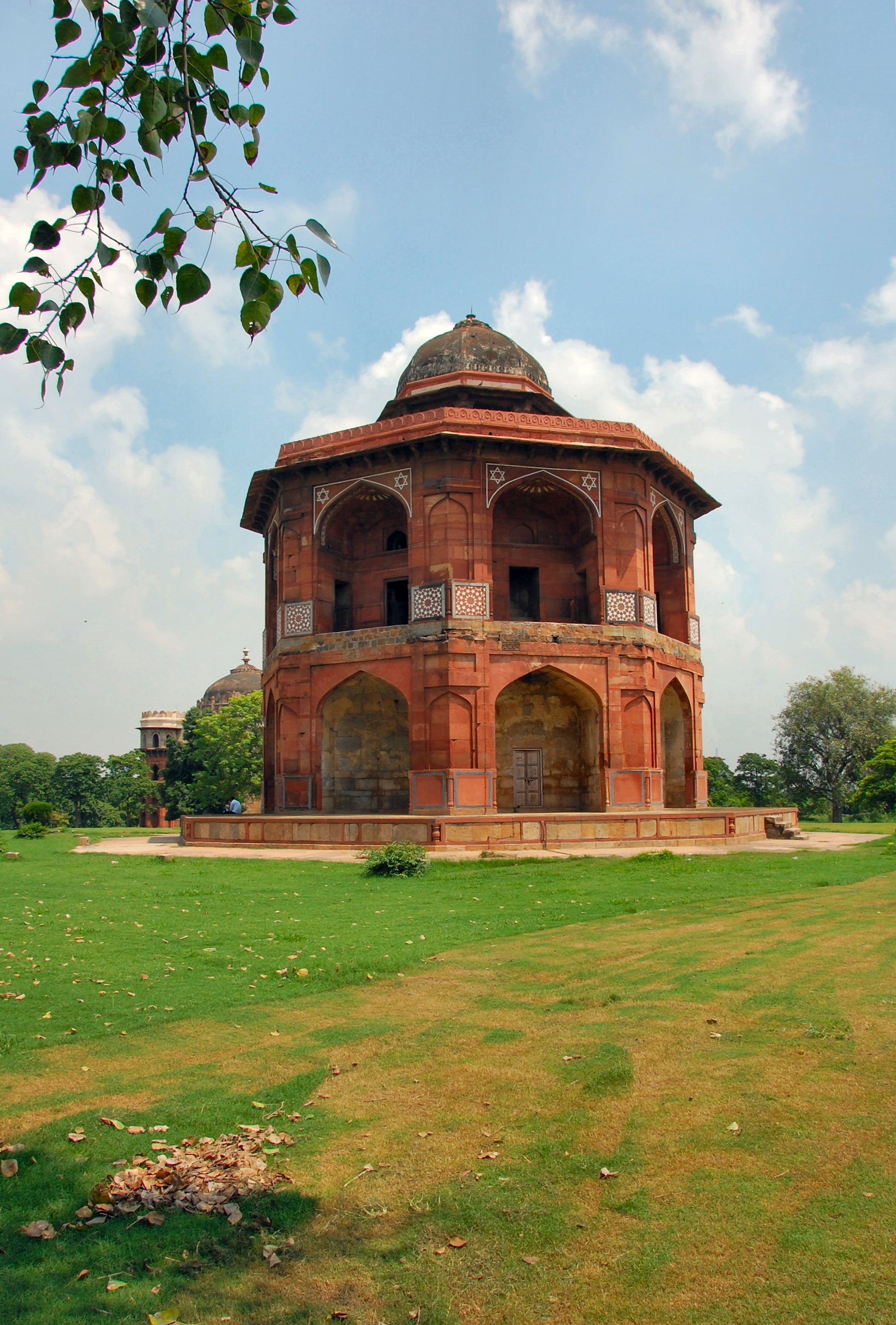
مكتبة همايون.

عُرف عن همايون تمتعه بذاكرة قوية، وقد كان هذا سببًا في تفوقه في كثير من الفنون والعلوم في شبابه الأول، فقد كان محبًا للشعر ويذكر المؤرخون أنه كان شاعرًا بليغًا وتمتاز أشعاره قوة التعبير. وقد كان بالإضافة إلى ذلك بارعًا في علم الفلك، وعالمًا في الجغرافيا وألف جملة من الرسائل عن طبيعة العناصر، وبعد توليه عرش الهند أمر العلماء بعمل كرات فلكية وكرات أرضية. ويقول صاحب «تاريخ فرشته» أن همايون أنشأ سبع قاعات للاستقبال، وسماها بأسماء الكواكب السبعة، فالقضاة والسفراء والشعراء والرحالة كانوا يُستقبلون في قاعة القمر. والقادة ورجال الجيش كانوا يستقبلون في قاعة المريخ. والرؤساء المدنيون كانوا يستقبلون في قصر عطارد. ورجال الأدب كانوا يستقبلون في قصور زحل والمشتري. والموسيقيون والمنشدون كانوا يستقبلون في قاعة الزهرة. ويقول صاحب «تاريخ رشيدي»: «إني لم أر إلا قلة من الأمراء الذين يتمتعون بما يتمتع به همايون من مواهب طبيعية».
كان همايون شغوفًا ومحبًا للكتب والمكتبات، فقد جمع في مكتبته الملكية عددًا كبيرًا من الكتب، وكان يحب الاطلاع على أحسن المؤلفات في عصره، حتى أنه كان يصحب معه عند خروجه للقتال نخبة مختارة من الكتب، ورغم انشغاله طوال حياته بقتال أعدائه إلا أنه كان يخصص جزءًا من وقته للقراءة والدراسة. ويذكر أحد المؤرخين أنه حتى في وقت فراره من الهند قد صحب معه الكثير من كتبه المختارة وأمين مكتبته «لالابك (باذ بهادر)». وفي حكمه الثاني أصدر فرمانًا بتحويل «شير مندل» وهي الدار التي يقضي فيها شير شاه سوري أوقات سمره فيها إلى مكتبته.

### إنجزاته العُمرانيَّة

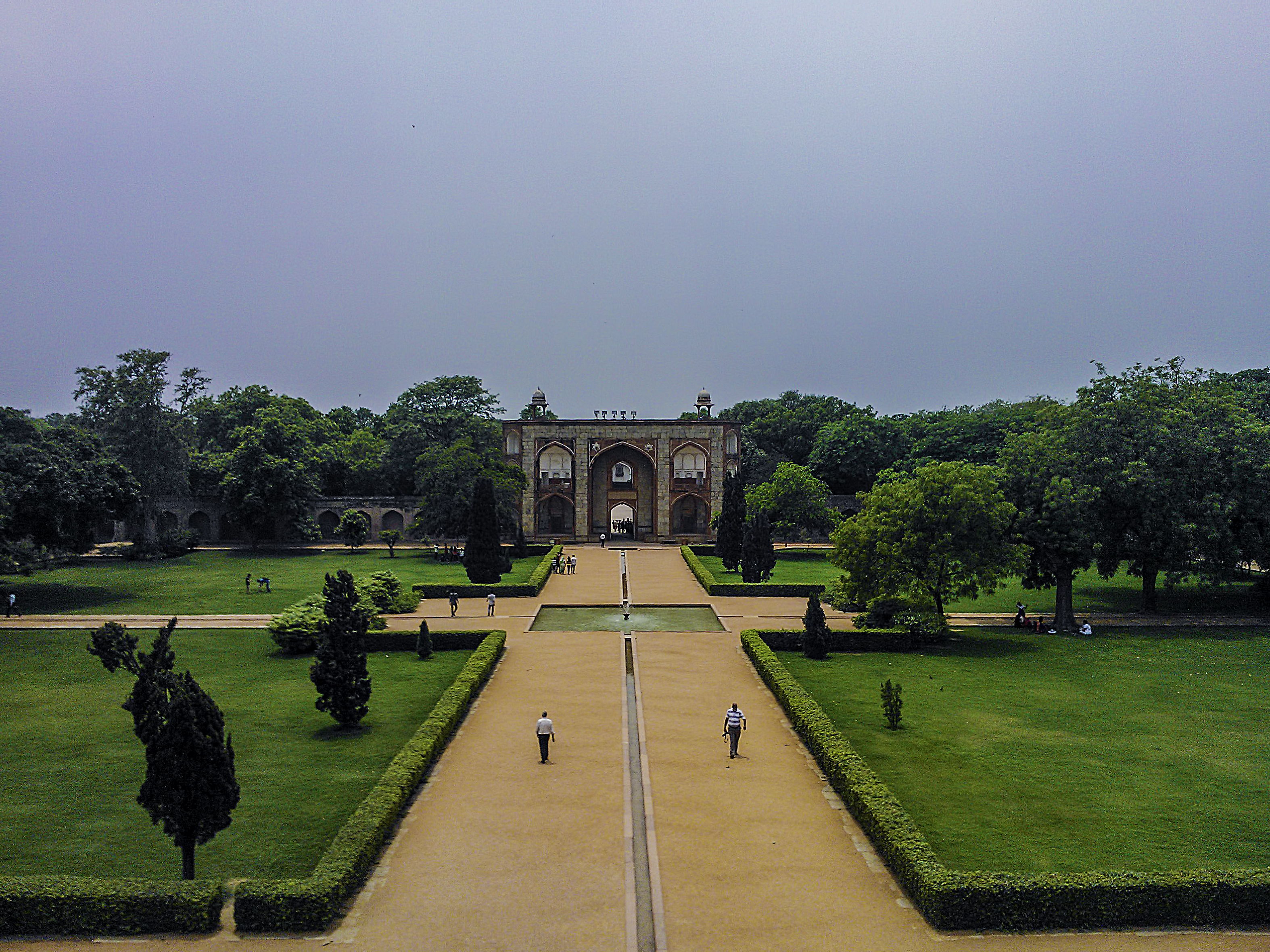
حدائق مقبرة همايون.

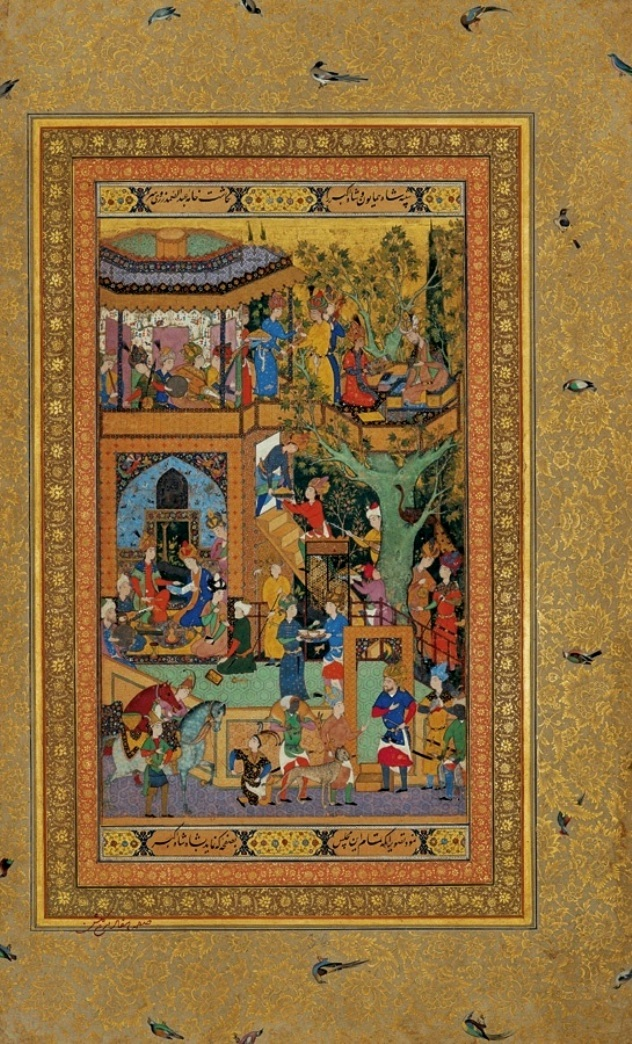
وليُّ العهد اليافع أكبر يُقدِّمُ تصويرًا لِأبيه همايون.

اشتهر البلاط المغولي في عهد همايون بِالفخامة، فإلى هذا السُلطان يرجع الفضل في ابتداع بعض فُنُون العمارة. فقد أوعز إلى نجَّاريه بِأن يبنوا لهُ أربعة قوارب أنزلها في نهر جمنة، ويعلو كُل قارب قوسٌ مُؤلَّفٌ من طبقتين تعلُوان في الجوِّ عُلُوًّا كبيرًا. وإذا وُضعت القوارب معًا، جنبًا إلى جنب بحيثُ تُصبح الأقواس مُتقابلة، تتكوَّن منها نافورة مُثمَّنة تُثيرُ إعجاب الناظرين، وهي مُزوَّدة بِالأسواق والحوانيت. وكان همايون يُبحرُ فيها مع خاصَّته من فيروز آباد إلى آغرة. وبِهذا كان يتحرَّك في نهر جمنة سوقٌ عائمٌ يحتوي على كُل ما يشتهيه الإنسان، كما أقام بُستانيُّو القصر لِسُلطانهم حديقة عائمة على سطح النهر نفسه. ولعلَّ أعجب أعمال همايون الإبداعيَّة ذلك القصر الخشبيّ المُتحرِّك ذو الطبقات الثلاث، وقد رُكِّبت أجزاؤه بِمهارةٍ فائقةٍ حتَّى لِتبدو وكأنَّها قطعةٌ واحدةٌ. وُضعت السلالم التي تُؤدي إلى الطابق العُلُويّ بِحيثُ كان من اليسير فكُّها وإعادة تركيبها، ولم يكن الجسر المُتحرِّك الذي بناه بِأقل إعجابًا من هذا القصر أو تلك القوارب. وأحبَّ همايون الحدائق، غير أنَّ كفاحه الطويل مع شير شاه لم يُتح لهُ الفُرصة لِإشباع رغبته هذه. فقد أُنشأت حديقةٌ جميلةٌ مُتصلةٌ بِضريحه، وهي لا تزال إلى اليوم إحدى أبرز المعالم الحضاريَّة الجميلة في الهند، إلى جانب ضريحه نفسه. واعتنى همايون بِزخرفة وتزيين الأبنية والإنشاءات التي أمر بإقامتها بِالتصاوير والرُسُوم وفق النمط الفارسي، بعد أن أُعجب بِهذا النمط إعجابًا شديدًا وتأثَّر به أثناء فترة إقامته في البلاط الصفوي، والظاهر أنهُ لقي خِلال تلك الفترة المُصورين «مير سيِّد علي البدخشاني» وزميلٌ لهُ يُدعى عبد الصمد، فمنح الأوَّل لقب «نادر المُلك» من شدَّة إعجابه بأعماله. ولحق المُصوران بِهمايون في كابُل، حيثُ عهد إليهما بِعمل 1400 صورة كبيرة لِقصَّة الأمير حمزة الفارسيَّة. وقد تلقَّى همايون وابنه أكبر دُروسًا في التصوير على يديّ مير سيِّد علي وعبد الصمد، اللذين وُلِّيا تباعًا إدارة مدرسة التصوير التي أنشأها أكبر فيما بعد. فكان أن قامت على أكتافهما مدرسة تصويريَّة هنديَّة إيرانيَّة في بلاد الهند، تميَّزت بِمُرور الوقت عن أصلها الفارسي. من أهم أعمال همايون العمرانية بناء «مسجد همايون شاه» بآغرة ويقع على الضفة الغربية لنهر جمنة.

### إنجازاته الإداريَّة
قسم همايون حكومته إلى أربعة أقسام لتنظيم إدارة ملكه، تبعًا للعناصر الأربعة: النار (آتش)، والهواء (باد) والماء (آب) والأرض (خاك). وعين وزيرًا خاصًا للإشراف على كل قسم من هذه الأقسام. فأعمال المدفعية وتنظيمات الأسلحة وكل ما يتعلق بالنار كان يُكوِّن إدارة منفصلة تسمى «ساركاري آتشي» يشرف عليه «خواجه عبد الملك». وأعمال الإسطبلات والمطبخ وإسطبلات الجمال وغيرها يشرف عليها «خواجه لطف الله» وتُسمَّى «ساركاري هوائي». وأعمال «شربات خاناه» والحواصل وإنشاء الترع، وكل الأعمال المتصلة بالماء كانت تجمعها إدارة واحدة تسمى «الإدارة المائية» ويشرف عليها «خواجه حسن» وتُسمَّى «ساركاري آبي». وشؤون الزراعة والمباني والإشراف على الأراضي الخاصة والملكية والقصور كانت هي الإدارة الرابعة وتسمى «الإدارة الأرضية» ويشرف عليها «خواجه جلال الدين ميرزا بك»، وتُسمَّى «ساركاري خاكي».

### إنجازاته العدليَّة
طبل العدالة: أوجد همايون ما يسمى بـ«طبل العدل»، لنشر العدل في كل مكان، ووضع لطبل
العدل هذا نظامًا يقضي بأن يدق صاحب الشكوى هذا الطبل مرة واحدة إذا كان يشكو من عداوة عدو، وأن يدقه دقتين إذا كان قد أخطأه الإنصاف، وأن يدقه ثلاث دقات إذا سُرق منه شيء، وأن يدقه أربع دقات إذا كانت الحادثة حادثة قتل. ويُذكر أن هذا الطبل لم يكن يستعمل كثيرًا، ولكن فكرته تدل على شعور السُلطان بالعدل وعنايته بنشره.

### إنجازاته الاجتماعيَّة
- تصنيف الشعب: صنف همايون سكان سلطنته تصنيفًا دقيقًا، وأقام نظامًا محكمًا للطبقات، وأنشأ القصور لاستقبالهم، وحدد أيامًا خاصة لمقابلة كل طبقة من طبقات الشعب: وكانت الطبقة الأولى هي طبقة «أهل السعادة» وتشمل الفقهاء وعلماء الدولة والأتقياء. والطبقة الثانية هي طبقة «أهل الدولة» من علية القوم، فكانت تشمل أقارب السُلطان ووزراءه والنبلاء وقواد الجيش. والطبقة الثالثة هي طبقة «أهل المراد»، فكانت تشمل الموسيقيين والمغنين ورواة القصص (الشعراء) وأهل الفن والذوق.

وكان رئيس كل طائفة من هذه الطوائف يُمنح سهمًا على تشريفه، ويذكر المؤرخ المعاصر «خواند مير» أنه في وقت خدمته منح سهم السعادة «لمحمد فرغلي» وكان من اختصاصه تحديد الرواتب والمنح التي تعطى للأشراف والشيوخ والفقهاء والزهاد والمدرسين وطلاب العلم، ووكل إليه حق تعيينهم وفصلهم. وأُعطي سهم الدولة للأمير «هندوبك»، وعُهد إليه بتنظيم شؤون أهل الدولة، وكان من واجبه تحديد المرتبات ورتب الأجناد وموظفي الدولة. وأُعطي سهم المراد إلى «أمير ديساي» وكانت كل واجباته تنحصر في الإشراف على شؤون أهل المراد، وتوفير الحاجات الضرورية التي تُضفي على البلاط المغولي مظاهر العظمة والفخامة.
- تحديد مواعيد التشريفات: وقد قسمت الطبقات الثلاث الكبرى إلى اثنتي عشرة طبقة صغرى، وكانت تفرق عليهم سهم أخرى من ذهب مخلوط بنسب مختلفة من المعادن الأخرى تبعًا لأهميتهم. فالسهم الأول وكان أكثر نقاء من غيره من السهام، يُعطى إلى السلطان للدلالة على سمر مكانته. والسهم الثاني يُعطى للأسرة الملكية وحكان الأقاليم وكبار الموظفين. والسهم الثالث يُعطى لرجال القلم ورجال الدين. والسهم الرابع يُعطى للملوك والأمراء والنبلاء. والسهم الخامس يُعطى لرجال البلاط وموظفي السُلطان الخصوصيين. والسهم السادس يُعطى للموظفين العموميين. والسهم السابع يُعطى لحريم السلطان وجوراي القصر ممن حسن سلوكهن. والسهم الثامن يُعطى للجواري اللائي يخدمن الحريم السلطاني. والسهم التاسع يُعطى لموظفي الخزانة والمكوس والخراج. والسهم العاشر يُعطى للطبقة المحاربة من ضباط وصف ضباط الجيش السُلطاني. والسهم الحادي عشر يُعطى لصغار الخدم. والسهم الثاني عشر يُعطى لحراس وحدات الإبل ومن يشبههم.[70]

يُعطي هذا التنظيم انطباعًا واضحًا عن همايون كأمير عظيم عني برفاهية رعاياه، وبين المكانة الرفيعة التي رفع إليها همايون العلماء والزهاد والموسيقيين والشعراء. وقد كان «غياث الدين خواند مير» مؤلف «حبيب السير» واحدًا من الأدباء المقربين لهمايون. وكذلك كان «جوهر» مؤلف «الواقعاتي همايون» أو «مذكرات همايون الخاصة» جليسه الخاص. وأرسل همايون يدعو «يحيى بن عبد اللطيف القزويني» مؤلف «لب التواريخ» إلى لينضم إلى بلاطه، ولكنه لم يدرك السلطان في حياته بل وصل بعد وفاته. وممن حظي بعطف همايون الشاعر «شهاب الدين خافي»، و«الشيخ حسين» المدرس بإحدى مدارس دلهي الكبرى.

### نزعاته الدينيَّة

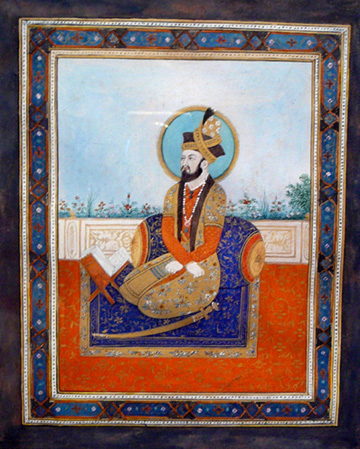
همايون وهو يقرأ القُرآن.

كان همايون رجُلًا مُتدينًا، حريصًا على إقامة الشعائر الدينيَّة كمُسلم بِشكلٍ مُنتظم. احترم الديانات الأُخرى المُختلفة، وبِخاصَّةٍ الهندوسيَّة، وعلى الرُغم من أنَّهُ أبدى تسامُحًا مُفرطًا تجاه الهندوسيين، إلَّا أنَّهُ تساهل في هدم المعابد الهندوسيَّة، كما فعل في معبد كالنجر.
ويُشيرُ مُؤرخوه أنَّهُ كان سُنيًا حنفيًّا مُخلصًا لِمذهبه السُني ولِمُعتقدات أهل السُنَّة والجماعة، لكنَّ إقامته الطويلة في إيران وقُوَّة نُفُوذ مُستشاره بيرم خان، شيعيّ المذهب، وزواجه من حمیدہ بانو بیگم، شيعيَّة المذهب أيضًا، دفعت كثيرًا من الشيعة في إيران والعراق إلى المجيء إلى الهند وتولِّي الأعمال الحُكُوميَّة، ورُبَّما أثَّرت في مُيُوله المذهبيَّة. ويؤكد بعض الباحثين أنَّ تشيُّع همايون في إيران كان سياسيًّا محض ولِغرض تلقِّي المُساعدة من الشاه طهماسب فقط، وعند عودته إلى بلاده تراجع عن التظاهر بالتشيُّع وأكَّد مرارًا أنَّهُ حنفي المذهب قادري الطريقة.

### الجيش في عهده
لم يكن الجيش المغولي وطنيًّا في عهد همايون، بل تألَّف من جنسيَّاتٍ وأعراقٍ مُختلفةٍ من الجغتائيين والأوزبك والمغول والفُرس، وإنَّ جيشًا خليطًا كهذا لا يكونُ مُتجانسًا وفعَّالًا إلَّا في ظل قيادةٍ قويَّةٍ وحازمةٍ مثل قيادة بابُر، فتحوَّل إلى ما يُشبه العصابات في ظلِّ حاكمٍ ضعيفٍ كهمايون. ومما زاد الأُمُور سوءًا أنَّ كثيرًا من أقرباء بابُر كانوا مُعينين كأُمراءٍ في البلاد وإقطاعيين في القُرى والبلدات، فملكوا بِذلك عصب الحرب وأسلحتها، واستخدموها في حُرُوبهم الداخليَّة ضدَّ بعضهم البعض وضدَّ همايون نفسه. واستمرَّت مُؤامراتهم ضدَّه لِإشباع رغباتهم وطُمُوحاتهم في السيطرة والنُفُوذ. ولم يلقَ الجيش الإصلاح اللازم إلَّا عند تولِّي شير شاه عرش الهند، فأجرى إصلاحات عسكريَّة بالغة الأهميَّة، فانتظم الجيش واكتسبت البلاد مناعة كبيرة ضدَّ الغزو الأجنبي وضدَّ مُحاولات الشغب الداخليَّة.

## زوجاته وأولاده
تزوَّج همايون من عدَّة نساءٍ خلال حياته، وهُنَّ:

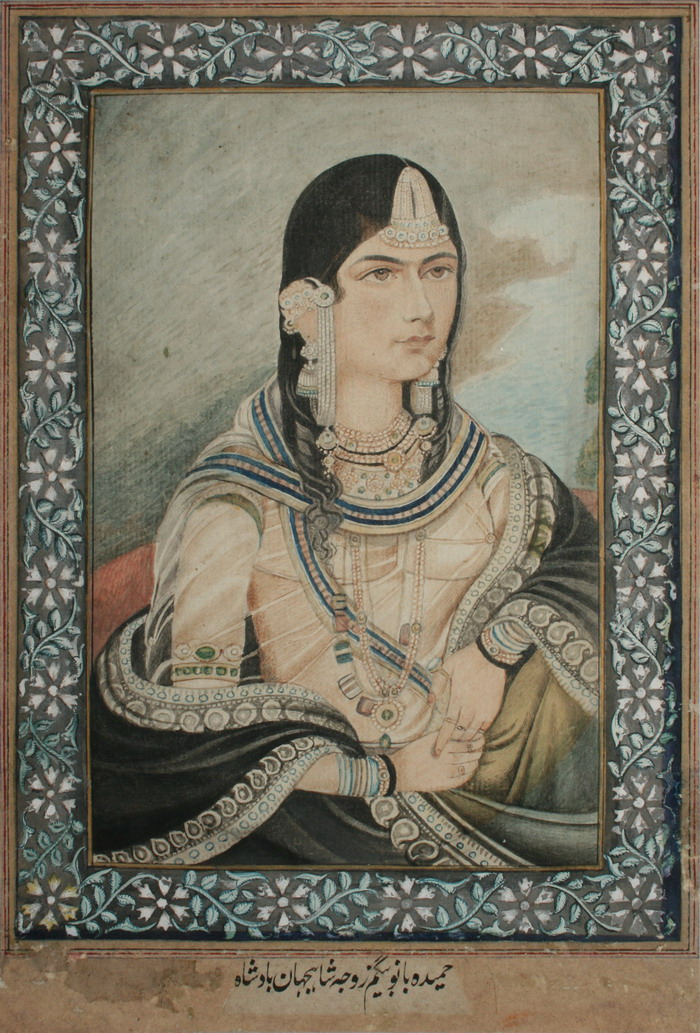
حميدة بانو بيگم، الزوجة الثانية لِهمايون ووالدة وليّ عهده جلال الدين أكبر.

- بگة بیگم: كانت زوجة همايون الأولى، وهي أيضًا ابنة عمِّه «يدغار بك»، وأُصُولها خُراسانيَّة.[la 15] تزوَّجها همايون سنة 1527م عندما كان ما يزال نائبًا لِلسطنة في بدخشان، وأنجبت لِزوجها ابنه الأوَّل «الأمان ميرزا» الذي تُوفي وهو ما يزالُ طفلًا رضيعًا.[la 16] اشتهرت بِرجاحة عقلها وحُسن تدبيرها وإخلاصها الكبير لِزوجها، فبقيت بِجانبه طيلة فترة إقامته في البلاط الصفوي وأعانته في شؤونه، وكانت الآمرة ببناء مقبرته المذكورة، وكانت مُقرَّبة جدًا من ابن ضُرَّتها جلال الدين أكبر حتَّى أنهُ كان لا يُميِّز بينها وبين والدته في طُفولته، وكان يعتبرها أُمُّه الثانية.[la 17] أصرَّت على أن تُلقَّب بِـ«الحاجَّة بیگم» بعد عودتها من الحج سنة 1567م،[la 18] وتُوفيت في دلهي سنة 1582م ودُفنت بجانب زوجها.
- حمیدة بانو بیگم: كانت زوجة همايون الثانية، ووالدة وليّ عهده جلال الدين أكبر.[la 19] أُصُولها فارسيَّة شيعيَّة، وهي ابنة الشيخ علي أكبر الجامي. تزوَّجها همايون سنة 948هـ المُوافقة لِسنة 1541م. رافقت زوجها في رحلته خارج الهند، وساعدتهُ أُصُولها الفارسيَّة على التقرُّب من رجال البلاط وأصحاب النُفُوذ في الدولة الصفويَّة. أنجبت لِزوجها ابنة أُخرى إلى جانب أكبر. تُوفيت سنة 1604م. ودُفنت إلى جانب زوجها.
- ماه چوچك بيگم: زوجة همايون الثالثة، تزوَّجها سنة 1546م. أُصُولها غير واضحة، لكن يُعرف أنها شقيقة بيرم أوغلان الأرغوني وفريدون خان الكابُلي. أنجبت لِزوجها إبنان هُما: مُحمَّد حكيم ميرزا وفرُّخ فال ميرزا؛ وأربع بنات هُنَّ: بخت النساء بيگم، وسكينة بانو بيگم، وأمينة بانو بيگم، وفخر النساء بيگم.[la 20]
- گُنوار بيبي: زوجة همايون الرابعة، أنجبت لِزوجها ابنة هي «بخشي بانو بیگم».[la 21]

كذلك، تنص المصادر على زواج همايون من نساءٍ أُخريات هُنَّ: خنيشة آغا، وميوه جان، وشاد بيبي، وچاند بيبي. ومن أولاده الآخرين: إبراهيم سُلطان ميرزا، وعقيقة سُلطان بیگم، وجهان سُلطان بیگم.

### فهرست المراجع
باللغتين العربيَّة والفارسيَّة
1. 1 2  خليل (1979)، ص. 342.
2. 1 2 3  طقوش (2007)، ص. 179.
3. ↑  الأكبرآبادي (1995)، ص. 294-296.
4. 1 2  بدوانى (1379)، ص. 355.
5. ↑  الأكبرآبادي (1995)، ص. 335.
6. 1 2  النمر (1981)، ص. 197-198.
7. ↑  الحسيني (1999)، ص. 444.
8. ↑  الساداتي (1957)، ص. 355.
9. ↑  الساداتي (1957)، ص. 17.
10. ↑  الساداتي (1957)، ص. 23.
11. ↑  الساداتي (1957)، ص. 29.
12. ↑  الساداتي (1957)، ص. 40.
13. ↑  الساداتي (1957)، ص. 48-50.
14. ↑  الشيال (2001)، ص. 33-34.
15. ↑  الساداتي (1957)، ص. 72.
16. ↑  الصباغ (د.ت)، ص. 29.
17. ↑  الساداتي (1957)، ص. 73-74.
18. ↑  الشيال (2001)، ص. 46.
19. ↑  الساداتي (1957)، ص. 75-76.
20. ↑  طقوش (2007)، ص. 182.
21. ↑  الشريف (1995)، ص. 868.
22. 1 2  الشيال (2001)، ص. 47.
23. ↑  الأكبرآبادي (1995)، ص. 296-297.
24. 1 2  الجوارنة (2007)، ص. 126.
25. ↑  الأكبرآبادي (1995)، ص. 297-298.
26. 1 2 3  الأكبرآبادي (1995)، ص. 300-301.
27. ↑  النمر (1981)، ص. 186.
28. ↑  النمر (1981)، ص. 182.
29. ↑  الأكبرآبادي (1995)، ص. 303.
30. ↑  الجوارنة (2007)، ص. 129.
31. ↑  النمر (1981)، ص. 183.
32. ↑  الساداتي (1957)، ج. 2، ص. 78-80.
33. ↑  النمر (1981)، ص. 187.
34. ↑  زيدپورى (1890)، ص. 147-149.
35. ↑  الجوارنة (2007)، ص. 127.
36. ↑  الساداتي (1957)، ج. 2، ص. 80-81.
37. ↑  النمر (1981)، ص. 199.
38. ↑  نوار (1998)، ص. 516.
39. ↑  الشيال (2001)، ص. 49-50.
40. ↑  رضوى (1387)، ص. 74-93.
41. ↑  شاكر (1995)، ص. 199.
42. ↑  الأكبرآبادي (1995)، ص. 315-317.
43. ↑  علي (2008)، ص. 66.
44. ↑  الأكبرآبادي (1995)، ص. 317-318.
45. ↑  محمد سهيل (2007)، ص. 106.
46. ↑  بدوانى (1379)، ص. 444.
47. ↑  تاج بخش (1340)، ص. 40.
48. ↑  طقوش (2007)، ص. 206.
49. ↑  بدوانى (1379)، ص. 371-372.
50. ↑  الأكبرآبادي (1995)، ص. 318-319.
51. ↑  غنيم (2006)، ص. 17.
52. ↑  الأكبرآبادي (1995)، ص. 321-331.
53. ↑  الساداتي (1957)، ج. 2، ص. 90-92.
54. ↑  الساداتي (1957)، ج. 2، ص. 92.
55. ↑  الشيال (2001)، ص. 52.
56. ↑  النمر (1981)، ص. 197.
57. 1 2 3  الصاوي (2014).
58. 1 2  الباحثون (2017).
59. ↑  الاسلام (1392)، ص. 256.
60. ↑  الساداتي (1957)، ج. 2، ص. 93.
61. ↑  عطوي (2011).
62. 1 2  الشيال (2001)، ص. 52-53.
63. ↑  الشيال (2001)، ص. 57-58.
64. ↑  طقوش (2007)، ص. 212.
65. ↑  حسن (2014)، ص. 100.
66. ↑  حسن (2007)، ص. 33.
67. ↑  الشيال (2001)، ص. 52-54.
68. ↑  الشيال (2001)، ص. 54-55.
69. ↑  الشيال (2001)، ص. 58-59.
70. ↑  الشيال (2001)، ص. 56-57.
71. ↑  الشيال (2001)، ص. 57.
72. ↑  محفوظ (2004)، ص. 88.
73. 1 2  طقوش (2007)، ص. 214.
74. ↑  طقوش (2007)، ص. 181.
75. ↑  الشيال (2001)، ص. 71.

بلغاتٍ أجنبيَّة
1. ↑  Mehta (1986), p. 146.
2. ↑  Begum (1902), p. 110.
3. ↑  Farooqi (1989), p. 189.
4. ↑  Firishta (1908), p. 45.
5. ↑  Eraly (2004), p. 50.
6. ↑  Majumdar (1974), p. 391-398.
7. ↑  Campbell (1896), p. 254–257.
8. ↑  Begum (1902), p. 133.
9. ↑  Ross (1929), p. 14.
10. ↑  Singh (2003), p. 726.
11. ↑  Eraly (2007), p. 107.
12. ↑  Sen (2013), p. 154.
13. ↑  Erskine (2012), p. 403-404.
14. ↑  Chandra (2005), p. 52.
15. ↑  Bhalla (2015), p. 74.
16. ↑  Lal (1978), p. 81, 212.
17. ↑  Sharma (2016), p. 65.
18. ↑  Lal (2005), p. 212.
19. ↑  Murshed (2004).
20. ↑  Begum (1902), p. 260.
21. ↑  Lal (1980), p. 7.
22. ↑  Mukhia (2004), p. 124.

### ثبت المراجع(مُرتَّبة حسب تاريخ النشر)
كُتُب ودوريَّات باللُّغة العربيَّة:
- عبد اللطيف الصباغ (د.ت.)، تاريخ آسيا الحديث والمعاصر، بنها: د.ن.، QID:Q115952420 {{استشهاد}}: تحقق من التاريخ في: |publication-date= (مساعدة)
- أحمد محمود الساداتي (1959)، تاريخ المُسلمين في شبه القارَّة الهنديَّة وحضارتهم: الدولة المغوليَّة، القاهرة: مكتبة الآداب للنشر والتوزيع، ج. 2، QID:Q115912807
- خليل، عماد الدين (1979). "قراءة جديدة في تاريخ الهند الاسلامي". مجلَّة أبحاث كُليَّة التربية الأساسيَّة. جامعة الموصل. ج. 3 ع. 2. ISSN:1992-7452.{{استشهاد بدورية محكمة}}:  صيانة الاستشهاد: ref duplicates default (link)
- عبد المنعم النمر (1981)، تاريخ الإسلام في الهند (ط. 1)، بيروت: المؤسسة الجامعية للدراسات والنشر والتوزيع، OCLC:4771140982، QID:Q115910365
- نظام الدين الأكبرآبادي (1995). المُسلمون في الهند من الفتح العربي إلى الاستعمار البريطاني. ترجمة: أحمد عبد القادر الشاذلي. القاهرة: الهيئة المصرية العامة للكتاب. ج. 1. ISBN:977-01-4329-4. QID:Q115913516.
- محمد موسى الشريف (1995)، المُختار المصون من أعلام القُرُون (PDF) (ط. 1)، جدة: دار الأندلس الخضراء، OCLC:4770043230، QID:Q115943709
- محمود شاكر (1995)، التاريخ الإسلامي: التاريخ المُعاصر، إيران وأفغانستان (ط. 1)، بيروت: المكتب الإسلامي، ج. 18، OCLC:4770581398، QID:Q115943835
- عبد العزيز نوار (1998). تاريخ الشُعُوب الإسلاميَّة (PDF). القاهرة: دار الفكر العربي. ISBN:977-101-115-4. OCLC:40494498. QID:Q115910703.
- عبد الحي الحسني (1999)، الإعلام بمن في تاريخ الهند من الأعلام المُسمَّى بنُزهة الخواطر وبهجة المسامع والنواظر (ط. 1)، بيروت: دار ابن حزم، OCLC:4770515796، QID:Q115914408
- جمال الدين الشيال (2001). تاريخ دولة أباطرة المغول الإسلاميَّة في الهند (PDF) (ط. 1). القاهرة: مكتبة الثقافة الدينية. ISBN:977-341-011-0. OCLC:46672560. QID:Q115912926.
- حازم محمد أحمد محفوظ (2004). ازدهار الإسلام في شبه القارَّة الهنديَّة (ط. 1). القاهرة: الدار الثقافية للنشر والتوزيع. ISBN:978-977-339-122-5. OCLC:54664172. OL:19666271M. QID:Q115944403.
- عادل غنيم (2006)، الدولة التيمورية المغوليَّة الإسلاميَّة في الهند: 1526-1857م، مدينة نصر: دار الفكر العربي، OCLC:4770470176، QID:Q115943989
- أحمد محمد الجوارنة (2007)، المعارك الإسلاميَّة في الهند، إربد: جامعة اليرموك، QID:Q115943753
- زكي محمد حسن (2007)، التصوير وأعلام المُصوِّرين في الإسلام، الجيزة: وكالة الصحافة العربية، OCLC:1008868315، QID:Q115944227
- محمد سهيل طقوش (2009). تاريخ الدولة الصفويَّة في إيران (ط. 1). بيروت: دار النفائس للطباعة والنشر والتوزيع. ISBN:978-9953-18-474-6. OCLC:1121277619. OL:24795569M. QID:Q107406680.
- محمد سهيل طقوش (2007). تاريخ مغول القبيلة الذهبيَّة والهند (ط. 1). بيروت: دار النفائس للطباعة والنشر والتوزيع. ISBN:978-9953-18-436-4. OCLC:471749423. OL:27125375M. QID:Q107406383.
- أحمد رجب محمد علي (2008)، قلاع وحُصُون وأسوار وبوَّابات المُدُن الأثريَّة الإسلاميَّة في الهند (ط. 1)، القاهرة: الدار المصرية اللبنانية، OCLC:768166012، QID:Q115943923
- زكي محمد حسن (2014). التصوير في الإسلام عند الفُرس (PDF). مدينة نصر: مؤسسة هنداوي. ISBN:978-1-5273-0950-0. QID:Q115954924.

مواقع إلكترونيَّة عربيَّة:
- عطوي، مُحمَّد هاني (9 أغسطس 2011). "همايون أسوأ أباطرة المغول حظاً". جريدة الخليج. الشارقة. مؤرشف من الأصل في 26 ديسمبر 2017. اطلع عليه بتاريخ 26 ديسمبر 2017. {{استشهاد ويب}}: تحقق من التاريخ في: |تاريخ الوصول=، |تاريخ=، و|تاريخ أرشيف= (مساعدة)
- الصاوي، أحمد (الثلاثاء 22 يوليو 2014). "ضريح السلطان همايون .. بداية للروضات والمساجد والقصور". جريدة الاتحاد. أبوظبي. مؤرشف من الأصل في 25 ديسمبر 2017م. اطلع عليه بتاريخ 25 ديسمبر 2017. {{استشهاد ويب}}: تحقق من التاريخ في: |تاريخ الوصول=، |تاريخ=، و|تاريخ أرشيف= (مساعدة)
- عدَّة مُؤلفين. "ضريح همايون: الحديقة التي ألهمت تاج محل". الباحثون السُوريُّون. مؤرشف من الأصل في 25 ديسمبر 2017. اطلع عليه بتاريخ 25 ديسمبر 2017. {{استشهاد ويب}}: تحقق من التاريخ في: |تاريخ الوصول= و|تاريخ أرشيف= (مساعدة)

كُتُب ودوريَّات باللُّغة الفارسيَّة:
- زيدپورى، غُلام حُسين سليم (۱۸۹۰). رياض السلاطين المعروف بـ«تاريخ بنگاله» (ط. ۱). کُلکتَّة: مطبع بيپتست مشن. مؤرشف من الأصل في 2023-01-01. {{استشهاد بكتاب}}: تحقق من التاريخ في: |سنة= (مساعدة)
- تاج بخش، احمد (۱۳۴۰). ايران در زمان صفويه. تبريز: انتشارات چهر. {{استشهاد بكتاب}}: تحقق من التاريخ في: |سنة= (مساعدة)
- بدوانى، عبد القادر بن ملوک شاه (۱۳۷۹). مُنتخب التواريخ. بتصحيح مولوى احمد صاحب. تهران: انتشارات انجمن آثار و مفاخر فرهنگى. ISBN:9646278558. مؤرشف من الأصل في 17 ديسمبر 2019. {{استشهاد بكتاب}}: تحقق من التاريخ في: |سنة= و|تاريخ أرشيف= (مساعدة)
- رضوی، هدايت علی شاه (تابستان ۱۳۸۷). "تاریخ سیاسی اجتماعی بابریان هندوستان" (PDF). مجله سخن تاریخ. پژوهشگاه علوم انسانی و مطالعات فرهنگی. ج. ۲ ع. ۳. ISSN:2383-1944. مؤرشف من الأصل (PDF) في 1 يناير 2023. {{استشهاد بدورية محكمة}}: تحقق من التاريخ في: |سنة= و|تاريخ أرشيف= (مساعدة)
- رياض الاسلام (۱۳۹۲). تاریخ روابط ایران و هند (در دوره صفویه و افشاریه). ترجمة: عباسقلی غفاری فرد و محمدباقر آرام (ط. ۱). تهران: انتشارات امیرکبیر. ISBN:9789640015155. {{استشهاد بكتاب}}: تحقق من التاريخ في: |سنة= (مساعدة)

بلُغاتٍ أجنبية:
- James Macnabb Campbell [بالإنجليزية], ed. (1896). "II. ÁHMEDÁBÁD KINGS. (A. D. 1403–1573.)". History of Gujarát. Gazetteer of the Bombay Presidency (بالإنجليزية). The Government Central Press. Vol. Volume I. Part II. Archived from the original on 2018-09-19. {{استشهاد بكتاب}}: |المجلد= يحوي نصًّا زائدًا (help)
- Begum, Gulbadan [بالإنجليزية] (1902). Humayun-nama: The history of Humayun (بالإنجليزية). Translated by Annette S. Beveridge. Royal Asiatic Society. Archived from the original on 2022-12-09.{{استشهاد بكتاب}}:  صيانة الاستشهاد: ref duplicates default (link)
- Firishta, Muhammad Qasim Hindu Shah [بالإنجليزية] (1908). History of the rise of the Mahomedan power in India till the year A.D. 1612 (بالإنجليزية). Calcutta, Cambray. Archived from the original on 2019-12-17.{{استشهاد بكتاب}}:  صيانة الاستشهاد: ref duplicates default (link)
- Ross, E. Denison (1929). "The Portuguese in Gujarat". In H. H. Dodwell (ed.). The Cambridge history of the British Empire (بالإنجليزية). Cambridge: Cambridge University Press.{{استشهاد بموسوعة}}:  صيانة الاستشهاد: ref duplicates default (link)
- Majumdar, R.C. (1974). The Mughul Empire (بالإنجليزية). Mumbai: Bharatiya Vidya Bhavan.{{استشهاد بكتاب}}:  صيانة الاستشهاد: ref duplicates default (link)
- Lal, Muni (1978). Humayun (بالإنجليزية). Vikas Publ. House. ISBN:9780706906455.{{استشهاد بكتاب}}:  صيانة الاستشهاد: ref duplicates default (link)
- Lal, Muni (1980). Akbar (بالإنجليزية). University of Michigan: Vikas Publishers. ISBN:978-0-70691-076-6. Archived from the original on 2023-01-02.{{استشهاد بكتاب}}:  صيانة الاستشهاد: ref duplicates default (link)
- Mehta, Jaswant Lal (1986). Advanced Study in the History of Medieval India (بالإنجليزية). Sterling Publishers Pvt. Ltd. ISBN:9788120710153.{{استشهاد بكتاب}}:  صيانة الاستشهاد: ref duplicates default (link)
- Farooqi, Naimur Rahman (1989). Mughal-Ottoman relations: a study of political & diplomatic relations between Mughal India and the Ottoman Empire, 1556-1748 (بالإنجليزية). Idarah-i Adabiyat-i Delli. Archived from the original on 2020-03-02. Abul Fazl has in fact dubbed Humayun "Insan-i-kamil" (Perfect man).{{استشهاد بكتاب}}:  صيانة الاستشهاد: ref duplicates default (link)
- Singh, Sarina (2003). India (بالإنجليزية). Lonely Planet. ISBN:1-74059-421-5. Archived from the original on 2019-12-17.{{استشهاد بكتاب}}:  صيانة الاستشهاد: ref duplicates default (link)
- Mukhia, Harbans [بالإنجليزية] (2004). The Mughals of India (بالإنجليزية). Malden, MA: Wiley-Blackwell. ISBN:978-0-631-18555-0. Archived from the original on 2022-04-30.{{استشهاد بكتاب}}:  صيانة الاستشهاد: ref duplicates default (link)
- Murshed, Yasmeen (27 Jun 2004). "The Humayun Nama: Gulbadan Begum's forgotten chronicle". The Daily Star (بالإنجليزية). Dhaka. Vol. 5, no. 31. Archived from the original on 2012-09-28.
- Eraly, Abraham (2004). The Mughal throne: the saga of India's great emperors (بالإنجليزية). London: Phoenix. ISBN:978-0-7538-1758-2. Archived from the original on 2017-01-09.{{استشهاد بكتاب}}:  صيانة الاستشهاد: ref duplicates default (link)
- Lal, Ruby (2005). Domesticity and power in the early Mughal world (بالإنجليزية). Cambridge: Cambridge University Press. ISBN:9780521850223.{{استشهاد بكتاب}}:  صيانة الاستشهاد: ref duplicates default (link)
- Chandra, Satish (2005). Medieval India: From Sultanat to the Mughals Part - II (بالإنجليزية). Har-Anand Publications. ISBN:8124110662. Archived from the original on 2019-12-17.{{استشهاد بكتاب}}:  صيانة الاستشهاد: ref duplicates default (link)
- Eraly, Abraham (2007). Emperors Of The Peacock Throne: The Saga of the Great Moghuls (بالإنجليزية). Penguin Books Limited. ISBN:9789351180937. Archived from the original on 2020-02-28.{{استشهاد بكتاب}}:  صيانة الاستشهاد: ref duplicates default (link)
- Erskine, William (2012). A History of India Under the Two First Sovereigns of the House of Taimur, Báber and Humáyun (بالإنجليزية). Cambridge University Press. ISBN:978-1-108-04620-6. Archived from the original on 2023-01-01.{{استشهاد بكتاب}}:  صيانة الاستشهاد: ref duplicates default (link)
- Sen, Sailendra (2013). A Textbook of Medieval Indian History (بالإنجليزية). Primus Books. ISBN:978-9-38060-734-4.{{استشهاد بكتاب}}:  صيانة الاستشهاد: ref duplicates default (link)
- Bhalla, A. S. (2015). Monuments, Power and Poverty in India: From Ashoka to the Raj (بالإنجليزية). I.B. Tauris. ISBN:9781784530877. Archived from the original on 2023-01-01.{{استشهاد بكتاب}}:  صيانة الاستشهاد: ref duplicates default (link)
- Sharma, Sudha (2016). The Status of Muslim Women in Medieval India (بالإنجليزية). SAGE Publications India. ISBN:9789351505679.{{استشهاد بكتاب}}:  صيانة الاستشهاد: ref duplicates default (link)

## وصلات خارجية
- "أهم الأضرحة في الهند". المرسال. 10 تشرين الأوَّل [أكتوبر] 2016. مؤرشف من الأصل في 11 أيَّار [مايو] 2023. اطلع عليه بتاريخ 26 كانون الأوَّل [ديسمبر] 2017. {{استشهاد ويب}}: تحقق من التاريخ في: |تاريخ الوصول=، |تاريخ=، و|تاريخ أرشيف= (مساعدة)
- "مقبرة همايون.. أهم أثار الحضارة المغولية في الهند". سائح.كوم. مؤرشف من الأصل في 11 أيَّار [مايو] 2023. اطلع عليه بتاريخ 11 أيَّار [مايو] 2023. {{استشهاد ويب}}: تحقق من التاريخ في: |تاريخ الوصول= و|تاريخ أرشيف= (مساعدة)

| نصير الدين همايون عاهل آل تيمورولد: 17 آذار (مارس) 1508 توفي: 27 كانون الثاني (يناير) 1556 |                            |                               |
| ألقاب ملكية                                                                                |                            |                               |
| سبقه ظهير الدين بابر                                                                       | سلطان مغول الهند 1530–1540 | تبعه شير شاه (بِصفته شاه دلهي) |
| سبقه محمد عادل شاه (بِصفته شاه دلهي)                                                        | سلطان مغول الهند 1555–1556 | تبعه جلال الدين أكبر          |